# Erasmus von Rotterdam

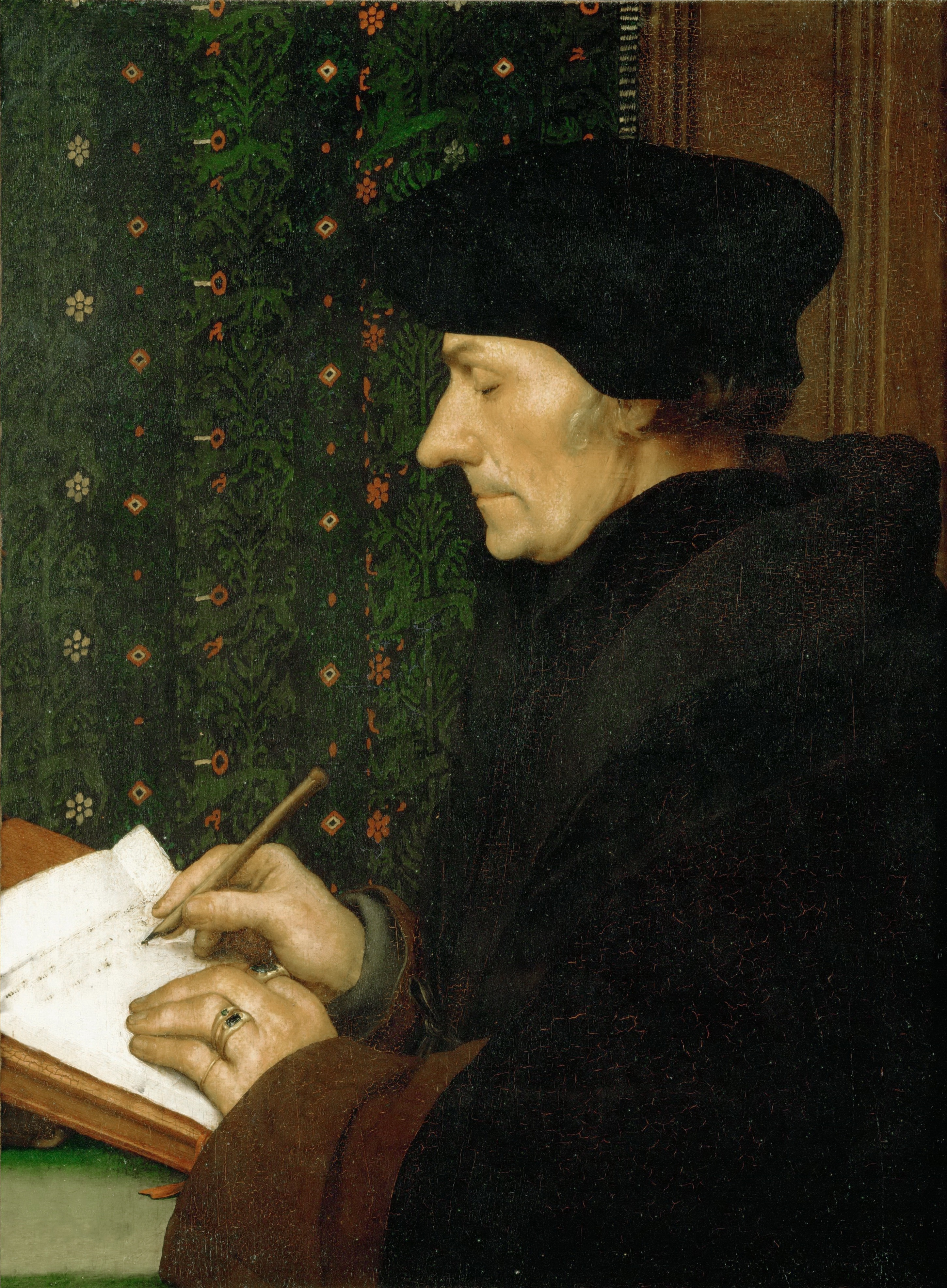
Erasmus, porträtiert von Hans Holbein dem Jüngeren (1523)

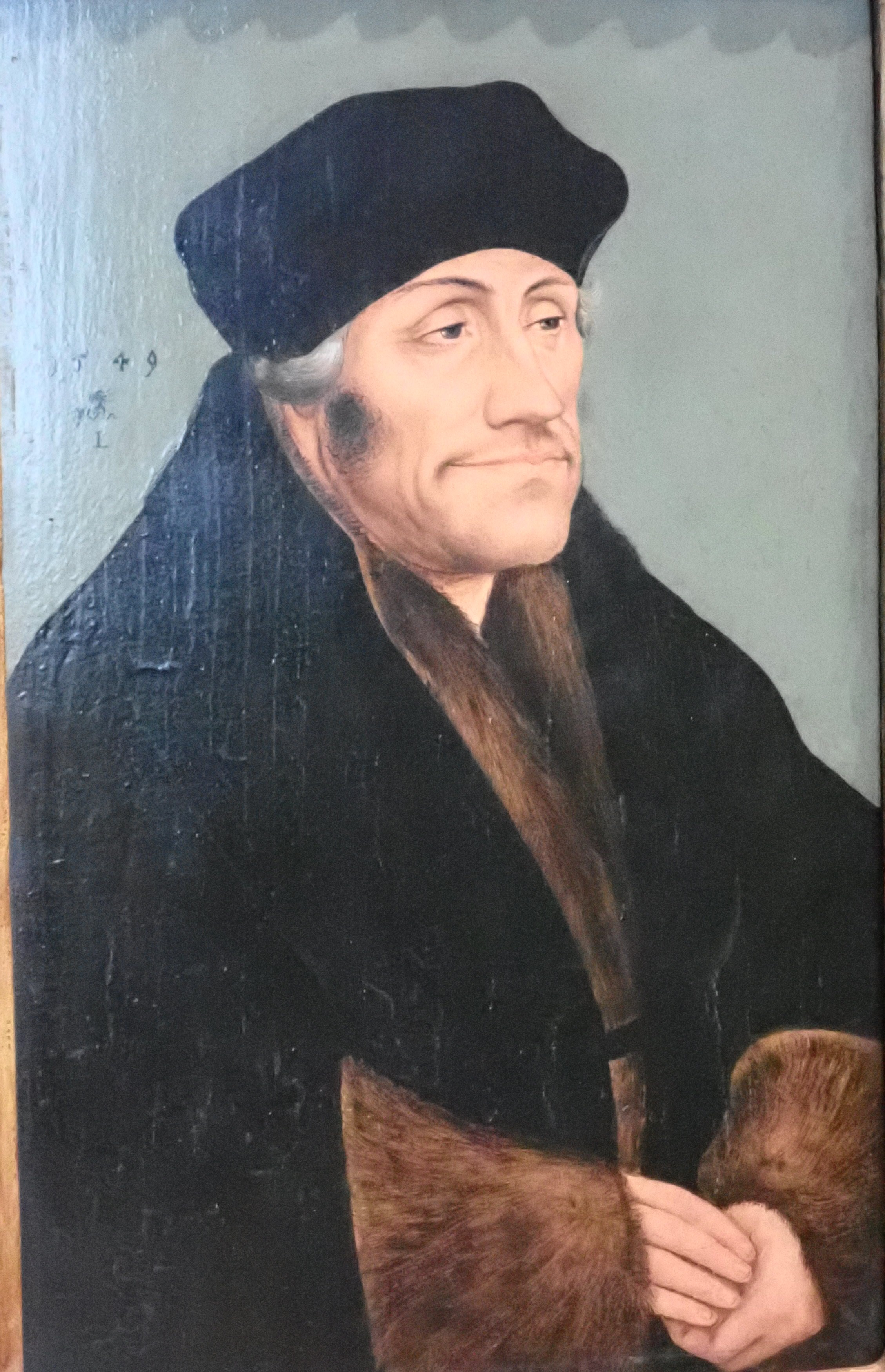
Erasmus, porträtiert von Lucas Cranach dem Älteren (1549)

Desiderius Erasmus von Rotterdam oder nur Erasmus genannt (* 28. Oktober 1466/1467/1469 in Rotterdam; † 11./12. Juli 1536 in Basel) war ein niederländischer Universalgelehrter: Theologe, Philosoph, Philologe, Priester, Autor und Herausgeber von 444 Büchern und Schriften. Er ist der bedeutendste Vertreter des europäischen Humanismus, der bekannteste Renaissance-Humanist und war ein einflussreicher Kirchenreformer. Als kritischer Denker seiner Zeit zählt Erasmus, der auch als „Fürst der Humanisten“ bezeichnet wird, zu den Wegbereitern der europäischen Aufklärung. Seine Wirkung reicht bis in die heutige Zeit.

## Leben

### Kindheit und Schulzeit
Erasmus wurde als unehelicher Sohn des katholischen Goudaer Priesters Rotger Gerard († 1484) und dessen Haushälterin, der verwitweten Zevenberger Arzttochter Margaretha Rogerius († 1483; die latinisierte Form des niederländischen Nachnamens „Rutgers“), wahrscheinlich zwischen 1464 und 1469 in Rotterdam geboren. Die Stadt gehörte zu den Burgundischen Niederlanden, welche Teil des Heiligen Römischen Reiches waren. Er hatte einen drei Jahre älteren Bruder namens Pieter, mit dem er zusammen erzogen wurde. Sein Vater gab ihm den Namen Erasmus, weil er ein Verehrer des heiligen Erasmus von Antiochia war, der im Falle einer Seenot von Seefahrern angerufen wurde. In den Jahren 1457 bis 1458 (fast zehn Jahre vor der Geburt seines Sohnes) zitierte er ihn zweimal in Manuskripten, die er während seiner Tätigkeit als Kopist in Rom transkribierte. Seinen Beinamen Desiderius (der Erwünschte) fügte Erasmus später selbst hinzu und benutzte ihn ab 1496.
Von 1473 bis 1478 war Erasmus Schüler seines Onkels und späteren Vormunds, des Schulmeisters Pieter Winckel an der Kirchspielschule (St.-Johannes-Schule) in Gouda, einer Vorläuferin der Lateinschule und des heutigen Coornhert Gymnasiums. Erasmus kommentierte seinen dortigen Schulbesuch recht negativ (ea schola tunc adhuc erat barbara). Während dieser Zeit bekam er in Utrecht Musikunterricht beim Gesangsmeister und Komponisten Jacob Obrecht.
Zusammen mit seinem Bruder besuchte er von 1478 bis 1485 in Deventer die zum Stift St. Lebuinus der Brüder vom gemeinsamen Leben gehörende Lateinschule, wo ihn Alexander Hegius und Frater Johannes Synthius (ca. 1450–1533) unterrichteten. Dort begegnete Erasmus auch Rudolf Agricola, den er sein Leben lang als Beispiel und Inspiration ansah und der sein Interesse an der Literatur der klassischen Antike weckte. Nach dem Tod seiner Eltern verließ er 1485 die Lateinschule, zwar ohne Abschluss, aber mit ausgezeichneten Lateinkenntnissen. Seine Lateinkenntnisse wurden von Laurentius Vallas Werk "De linguae latinae elegantia libri sex" maßgeblich geprägt.
Erasmus besuchte für eine aus den Quellen unbestimmbare Zeit die Lateinschule in ’s-Hertogenbosch, wohl um einer Pest-Epidemie oder der Englischen Schweiß-Pandemie, Sudor Anglicus, die zuerst seine Mutter 1483 und dann seinen Vater 1484 dahingerafft hatte, aus dem Wege zu gehen. Dann entschied sein Vormund, den Jungen auf ein Ordensleben vorzubereiten.

### Augustiner-Chorherr (1487), Priesterweihe (1492)
Sein Bruder Pieter war bereits in das Kloster Sion (Regularkanoniker nach den Regeln des heiligen Augustinus) bei Delft eingetreten. 1487 wurde Erasmus Regularkanoniker im Kloster der Augustinerchorherren Emmaüs te Stein bei Gouda. Während dieser Zeit schrieb er eine Reihe von Briefen an einen jüngeren Novizen namens Servatius Rogerus, der 1504 Prior des Klosters wurde. In diesen Briefen brachte er seine Zuneigung zu seinem Mitbruder in deutlicher und leidenschaftlicher Weise zum Ausdruck. Sein Interesse an klassischer Literatur und Poesie teilte er mit dem älteren (Brief-)Freund Cornelius Aurelius (ca. 1460–1531), Augustinerchorherr bei Leiden.
Als Chorherr empfing Erasmus im April 1492 die Priesterweihe im Emmaus Kloster in Stein.

### Sekretär (1493–1499)
1493 verließ Erasmus das Kloster und betrat es nie wieder. Er wurde Sekretär im Dienste des Bischofs von Cambrai, Heinrich von Glymes und Berghes (Henri de Bergues bzw. Hendrik van Bergen). Die Stelle als Sekretär hatte ihm der langjährige Freund Jacobus Batt (um 1464–1502) vermittelt, ein Lehrer und späterer Stadtsekretär von Bergen, dessen Vita einen Studienaufenthalt in Paris aufweist. Nachdem Erasmus die Unterstützung des Bischofs Henri de Bergues verloren hatte, übernahm er ab 1499 für kurze Zeit die Sekretärstelle bei der Hochadeligen Anna van Borsselen (geb. 1471), seit 1485 verheiratet mit dem Admiral der Niederlande Philipp von Burgund (um 1450–1498).

### Studienzeit (1495–1499), Privatlehrer (1498–1500), England, Niederlande (1499–1515)

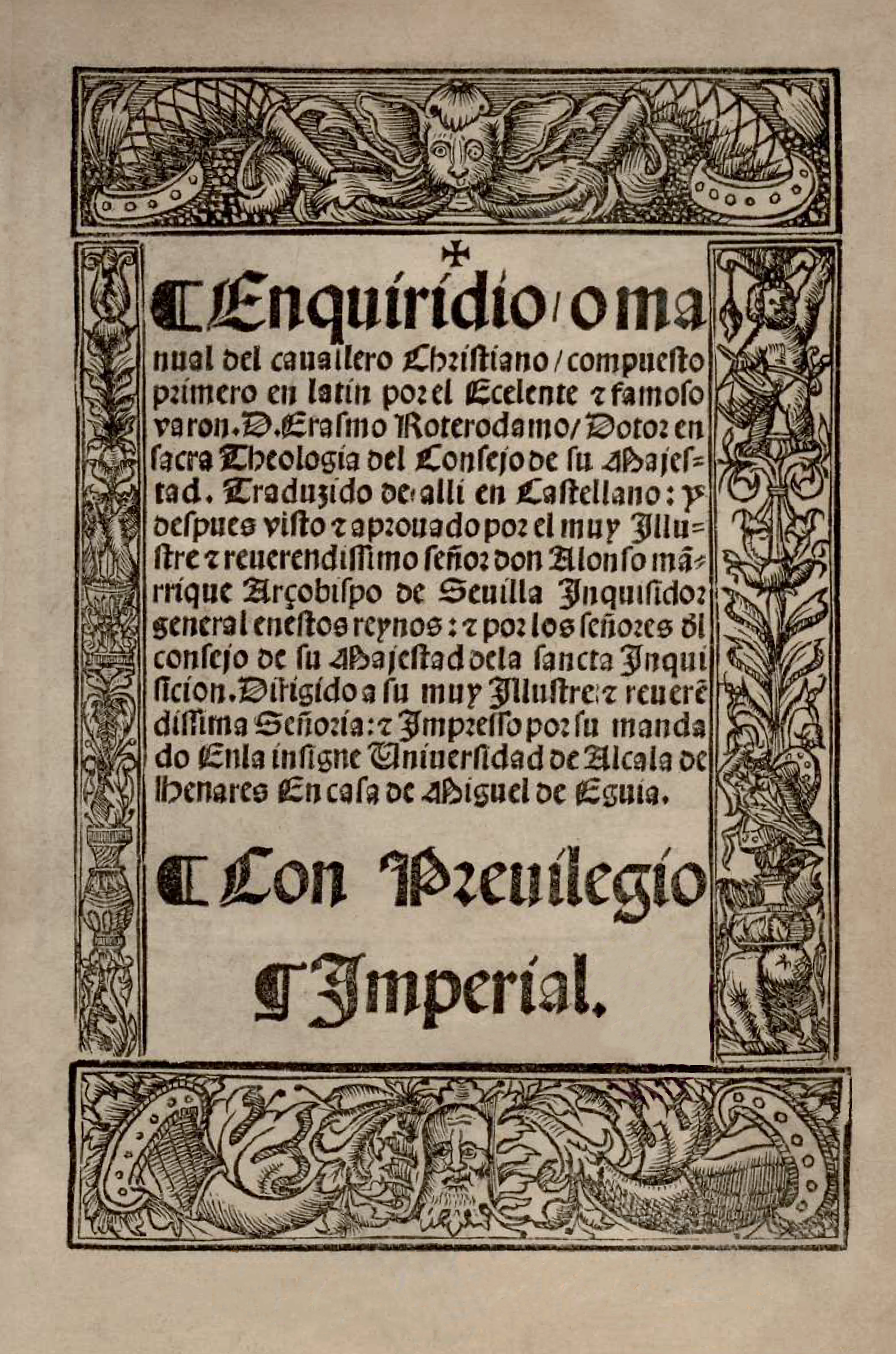
Enchiridion militis Christiani (1503)

Von 1495 bis 1499 studierte er an der Sorbonne in Paris Theologie. Bei seinem ersten Aufenthalt in Paris unterbrach eine Krankheit sein Studium. Dazu kamen finanzielle Probleme wegen geringer Unterstützung durch den Bischof Henri de Bergues und schlechter Versorgung am Collège Montaigu, wo er mit achtzig weiteren Studenten gegenüber der Abtei Ste.-Geneviève auf dem linken Seineufer wohnte. Das Collège wurde von Jan Standonck (1453–1504) geführt. In Paris hatte Erasmus Kontakt zu den französischen Humanisten, so lernte er Robert Gaguin († 1501) und über ihn Fausto Andrelini († 1518) kennen. Im Frühjahr des Jahres 1496 erkrankte Erasmus und ging nach Holland; er machte später die schlechten Lebensbedingungen im Collège Montaigu für die Erkrankung verantwortlich. Nach kurzer Unterbrechung kehrte er nach 1496 nach Paris zurück, wohnte dann aber in einer privaten Unterkunft. Um seinen Lebensunterhalt zu finanzieren, unterrichtete er die Brüder Heinrich und Christian Northoff aus Lübeck, die bei einem Augustijn Vincent wohnten.
Von seiner Studienzeit in Paris ist wenig bekannt. Als regulierter Kanoniker brauchte er die artes nicht zu studieren, sondern konnte gleich in der höheren Fakultät der Theologie Vorlesungen belegen und sich den sancta studia widmen. Die zu dieser Zeit gelehrte scholastische Theologie scheint ihm Probleme bereitet zu haben. In Paris konnte er auch den akademischen Grad des baccalaureus biblicus nicht erwerben, was Erasmus als „Tragödie“ bezeichnete. Gründe dafür sind nicht bekannt. In Paris konnte Erasmus wegen rechtlicher Bedingungen später auch nicht promovieren, da die Statuten der Sorbonne unehelich Geborenen den Zugang zur Promotion in Theologie verwehrten. Daraus erwuchs der Wunsch, in Italien zu promovieren, was Jahre später erfolgte.
Ab November 1498 war er Erzieher von Lord Mountjoy und lebte in dessen Wohnung in Paris. Im Sommer 1499 ging er mit seinem Schüler nach Bedwell in Hertfordshire, England. Dort wurde er mit Thomas Morus und John Colet bekannt, später auch mit William Warham, John Fisher und dem jungen Prinzen Heinrich, dem späteren König Heinrich VIII. Morus nahm ihn 1499 in die Residenz im Eltham Palace mit, wo Heinrich mit seinen jüngeren Geschwistern aufwuchs. Später hielt er zu dem erwachsenen König einen regelmäßigen Briefkontakt in Latein. In England lernte er das höfische Leben kennen und schätzen und entwickelte sich zu einem weltgewandten Gelehrten. Nach Raymond Marcel entdeckte Erasmus in England im Lichte des christlichen Platonismus der Florentiner Akademie, den er dort kennenlernte, sich selbst.
Seine Reifung als Theologe setzte erst ab 1500 ein, wie Erika Rummel festgestellt hat: erst in seinen Dreißigern, als er den Entschluss fasste, „sich ganz der heiligen Literatur zu widmen“, befasste er sich intensiv mit der Theologie. Ab etwa 1501 verfeinerte Erasmus seine Fähigkeiten, die er für das Studium der Bibel, der Theologie und der Kirche benötigte.
Von 1500 bis 1506 hielt er sich abwechselnd in den Niederlanden, in Paris und in England auf. Einen Ruf an die Universität Löwen im Jahre 1502 lehnte er ab, da er sich vorübergehend intensiv auf die Übersetzung griechischer Texte konzentriert hatte. 1506 zog er nach Italien, das er bis 1509 bereiste und wo er intensive Schriftstudien betrieb. In Turin (Herzogtum Savoyen) wurde er am 4. September 1506 zum Doktor der Theologie promoviert; damit verbunden erhielt er den Titel eines Reichsbarons. In Venedig lernte er den Verleger Aldus Manutius kennen und ließ bei ihm einige seiner Werke drucken. In Rom wurde Erasmus das Amt des Apostolischen Großpönitentiars (verbunden mit Kardinalswürde) von den Kardinälen angeboten, was er jedoch ablehnte.
Anschließend zog es ihn wieder nach England, wo er an der Universität Cambridge Griechisch lehrte. Erasmus dozierte von 1510 bis 1515 am Queens’ College in Cambridge. Erzbischof William Warham ernannte Erasmus 1511 zum Rektor der Gemeinde St Martin’s Church in Aldington. Dort lebte er im Pfarrhaus neben der Kirche, konnte aber, da er nur Latein und Niederländisch sprach, seinen seelsorgerischen Pflichten auf Englisch nicht nachkommen. Schon ein Jahr später legte er daher sein Amt nieder und gab Nierenbeschwerden an, die er dem lokalen Bier anlastete. Anschließend pendelte er jahrelang zwischen England, Burgund und Basel. Aus England zurück, wirkte Erasmus einige Jahre am Hofe von Burgund in Löwen, unter anderem als Erzieher (Rat) des Prinzen Karl, des späteren Kaisers Karl V.

### Basler Jahre (1514–1529), Löwen (1517)

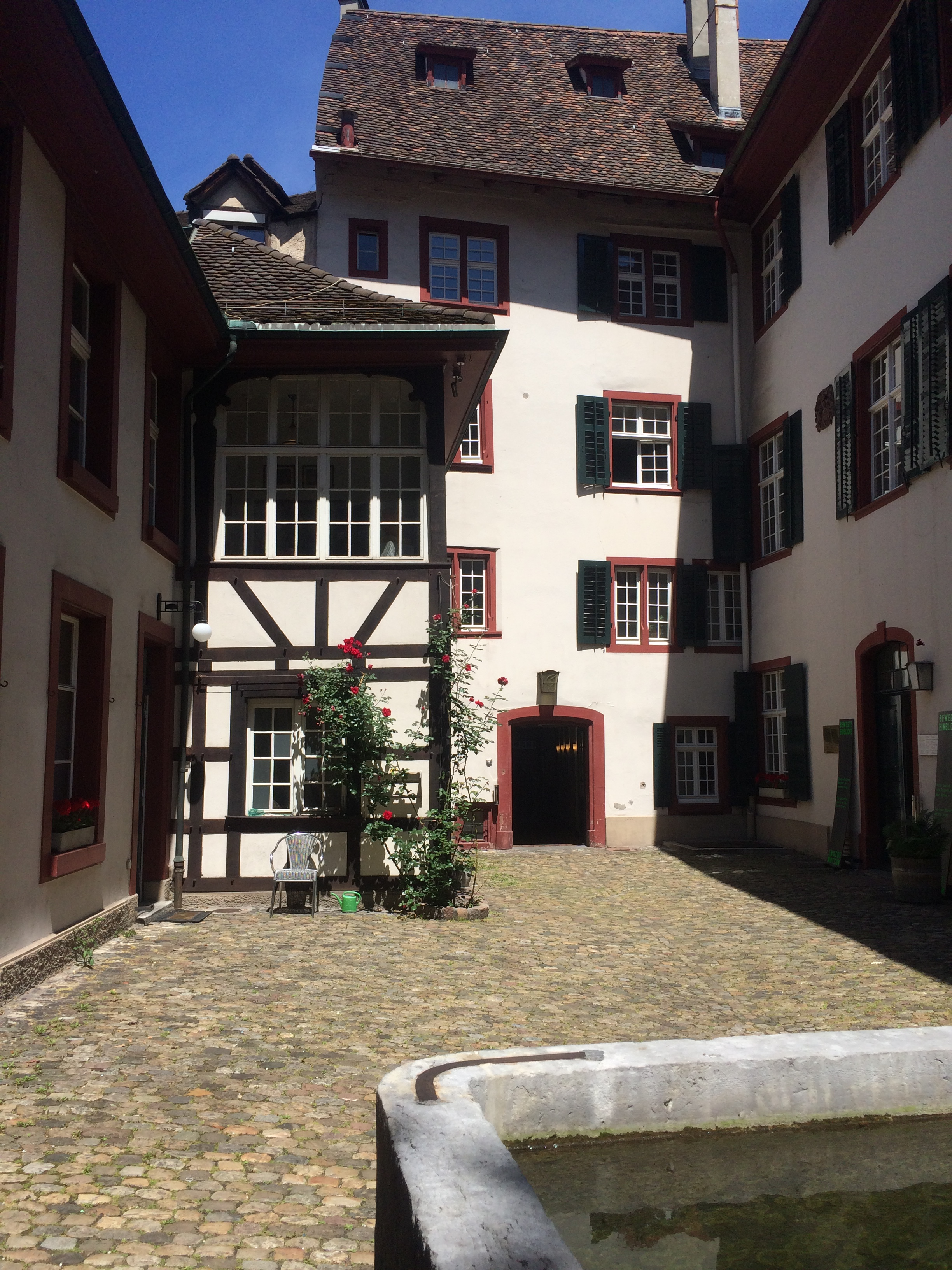
Frobens Haus zum Sessel, wo Erasmus wirkte

Von 1514 bis 1529 lebte und wirkte Erasmus in Basel (Alte Eidgenossenschaft) und ließ seine Schriften in der Werkstatt seines späteren Freundes Johann Froben drucken. Obgleich er nie an der Universität Löwen studierte oder lehrte, weilte er 1517 einige Monate in Löwen und half, das Collegium Trilingue zu gründen. Diese Einrichtung zum Studium des Lateinischen, Griechischen und Hebräischen war die erste Institution dieser Art in Europa; dort wurden griechische und hebräische Texte nicht mehr in lateinischer Übersetzung, sondern in ihren Originalfassungen studiert. Im Jahr 1518 erschien die erste Ausgabe der Colloquia familiaria („Vertraute Gespräche“), eines der beliebtesten Bücher des 16. Jahrhunderts, das häufig als sein Meisterwerk angesehen wird. Die Schrift kritisiert mit Courage und Schärfe die Missbräuche der Kirche. Albrecht Dürer begegnete Erasmus während seiner Reise in die Niederlande (1520/21) und fertigte von ihm eine Porträtzeichnung an. 1521 hielt sich Erasmus einige Monate zum Arbeiten in Anderlecht auf. Ein Museum im dortigen Erasmus-Haus erinnert an diesen Aufenthalt.
Der 1522 zum Papst gewählte Hadrian VI. führte einen intensiven Briefwechsel mit Erasmus und bestürmte ihn, nach Rom zu kommen, um mit ihm Lösungen für den durch die Reformation gefährdeten „Frieden der Christenheit“ zu beraten. Für Hadrian ging es darum, Rom von den Übeln des Nepotismus und der Verweltlichung zu reinigen. Erasmus bot seinen Rat und volle Unterstützung für die innere Reform an, bedauerte jedoch aufgrund gesundheitlicher Probleme (Nierensteine), das Angebot von Papst Hadrian nicht annehmen zu können. Erasmus versicherte den Papst seiner völligen Loyalität – besonders bzgl. Martin Luther. Er schrieb ihm, „dass er die Gefahr sieht, dass die Sache in einem blutigen Mord ausgehen werde“, und zitiert dabei eine Unterhaltung in einem Nürnberger Wirtshaus mit Kilian Leib, dem Prior des Augustinerkloster Rebdorf in Eichstätt.

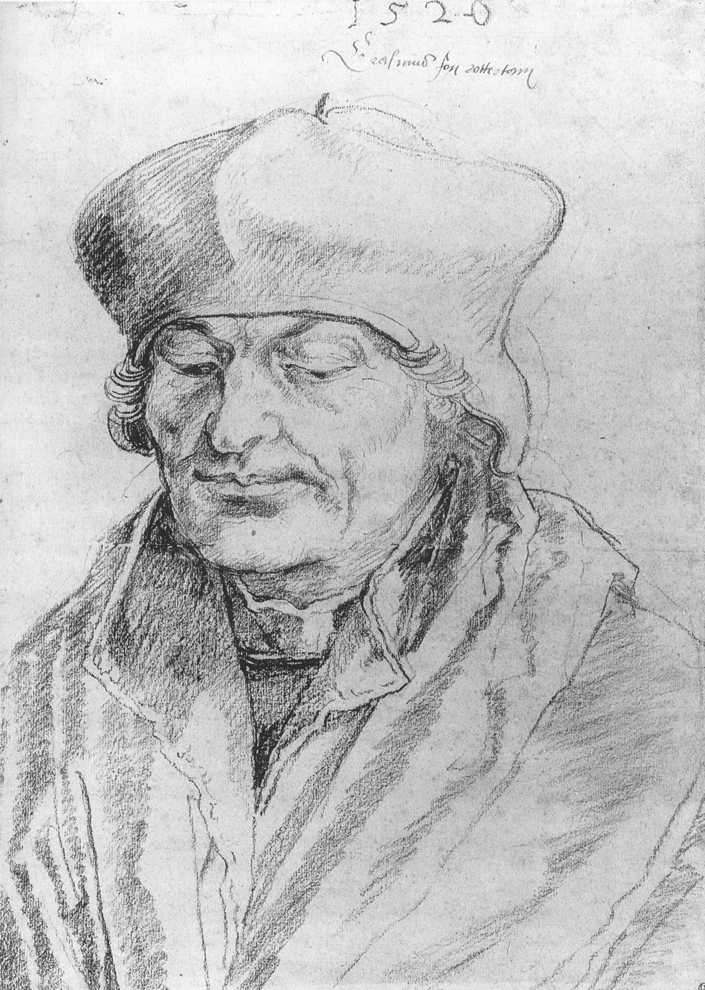
Porträt von Erasmus, gezeichnet von Albrecht Dürer um 1520

Im Jahre 1524 begegnete er erstmals Johannes a Lasco, dem späteren Reformator Frieslands, der einer seiner Lieblingsschüler wurde.

### Freiburger Jahre (1529–1535)
Als sich die von Johannes Oekolampad betriebene, an Zwingli angelehnte Reformation in Basel durchsetzte, ging Erasmus 1529 nach Freiburg im Breisgau, denn als Priester und Augustiner-Chorherr lehnte er die Reformation ab. Dort wohnte er zunächst im Haus zum Walfisch und kaufte sich 1531 – inzwischen wohlhabend – das Haus Zum Kindlein Jesu (Schiffstraße 7, dort befindet sich heute eine Einkaufspassage).
Im Mai 1535 erhielt Erasmus Besuch von Raffaelo Maruffo, einem befreundeten Genueser Kaufmann. Dieser befand sich nach einem längeren Englandaufenthalt auf der Rückreise nach Italien und berichtete ihm über die causa Morus. Der Tudorkönig Heinrich VIII. hatte sich zum Oberhaupt der englischen Kirche erklärt und dem früheren Lordkanzler Thomas Morus im April 1534 befohlen, diese Maßnahme durch einen Eid anzuerkennen. Weil Morus dies ablehnte, wurde er – gemeinsam mit Bischof John Fisher von Rochester – im Tower von London eingekerkert und vor Gericht gestellt. Über die missliche Lage der beiden Angeklagten berichtete Erasmus am 18. Juni 1535 in einem Brief an Erasmus Schedt, in dem er sein Unverständnis über das Handeln Heinrichs VIII. ausdrückte. Morus wurde zum Tode verurteilt und am 6. Juli 1535 im Alter von 57 Jahren enthauptet. Über die Hinrichtung seines Freundes erfuhr Erasmus erst in einem Brief vom 10. August und einem weiteren von Tilman Gravis. Erasmus hatte sich länger in England aufgehalten und seinem Freund Thomas sein berühmtes Lob der Torheit gewidmet. Nach Morus’ Tod fand Erasmus die rühmenden Worte: „Thomas Morus, Lordkanzler von England, dessen Seele reiner war als der reinste Schnee, dessen Genius so groß war, wie England nie einen hatte, ja nie wieder haben wird, obgleich England eine Mutter großer Geister ist.“
Zu Ende seiner Freiburger Zeit, in Vorbereitung seines eigenen Todes, verfasste Erasmus die Schrift „Die Vorbereitung auf den Tod“ (Praeparatio ad mortem), in der er schrieb, dass ein ehrliches Leben die einzige Bedingung für einen „glücklichen Tod“ sei. Ein bekanntes Zitat ist:

„Wir sind Reisende auf dieser Welt, keine Bewohner.“

### Rückkehr nach Basel (1535), Tod und Erasmus-Stiftung
Im Jahre 1535 kehrte Erasmus nach Basel zurück und verstarb dort am 12. Juli 1536. Das hohe Ansehen, das er trotz seiner Ablehnung der Reformation genoss, zeigte sich darin, dass er als katholischer Priester in einer Zeit heftiger konfessioneller Auseinandersetzungen im mittlerweile protestantisch gewordenen Basler Münster beigesetzt wurde. Das Begräbnis fand unter großer Anteilnahme der Basler Bevölkerung statt. Teile seines Nachlasses sind im Historischen Museum Basel ausgestellt.
Sein Vermögen (5.000 Gulden) vermachte Erasmus einer Stiftung (Erasmus-Stiftung), welche von Bonifacius Amerbach verwaltet wurde und primär für Arme und Kranke gedacht war. Die Stiftung förderte in den folgenden Jahrhunderten Studenten, Handwerker, Frauen in Notsituationen, Mutterschutz, Arme, Überbrückungshilfen, Unterstützung von Verbannten, Reisende und junge Menschen, die eine Familie gründen wollten, unabhängig von Konfession und Herkunft. Allein zwischen 1562 und 1585 wurden an 1.618 Studenten, Schüler und Gelehrte Stipendien vergeben. Unter den Empfängern waren viele auswärtige Studierende aus Deutschland, Frankreich, den Niederlanden, Österreich, England, Italien etc. Bis 1869 gewährte die Erasmus-Stiftung 9.000 Stipendien und 3.000 Beihilfen.
Im Jahr 1855 musste Erasmus’ Grablege im Basler Münster vom Lettner im Mittelschiff ins äußere nördliche Seitenschiff versetzt werden: Es wurde eine Heizung eingebaut, die direkt durch sein Grab verlaufen wäre. Deshalb war eine Umbettung nötig geworden.

## Werke

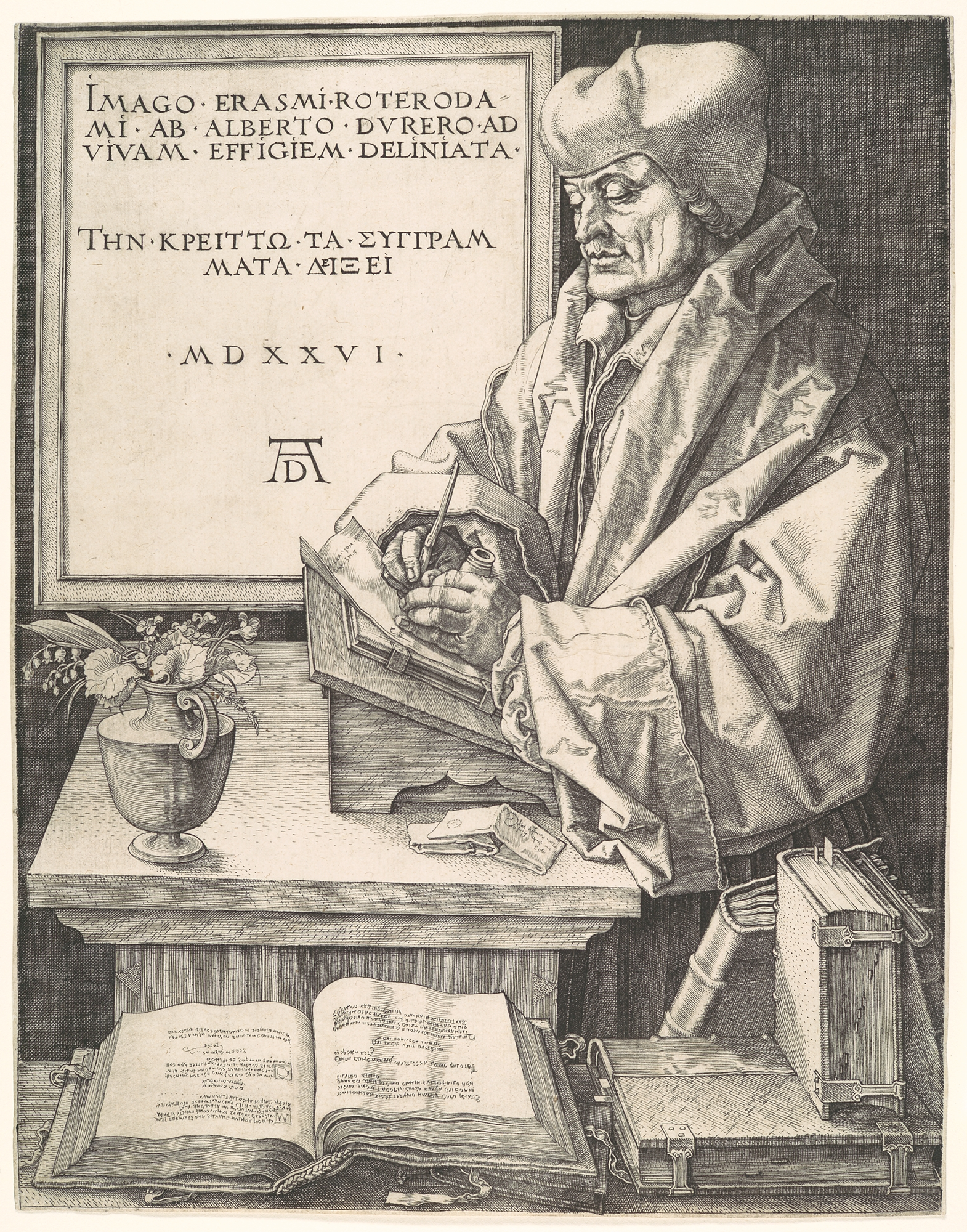
Erasmus, porträtiert von Albrecht Dürer 1526

Erasmus sprach und schrieb meistens lateinisch, beherrschte daneben jedoch auch Griechisch. Er war ein sehr produktiver Autor. Nach heutiger Erkenntnis hat er 444 Bücher und Schriften geschrieben oder herausgegeben. Darüber hinaus sind über 3000 Briefe von ihm erhalten. Wegen seiner feinen Ausdrucksweise genossen seine Briefe in Europa große Aufmerksamkeit. Man schätzt, dass er täglich etwa 1000 Wörter zu Papier brachte. Seine gesammelten Werke wurden 1703 in zehn Bänden herausgegeben. Die 1969 begonnene kritische Gesamtausgabe (Opera omnia Desiderii Erasmi Roterodami) umfasst derzeit 81 Bände (Stand 2022).
Er sah sich (mit der neuen Buchdrucktechnik) als ein Vermittler von Bildung: „Menschen werden nicht als Menschen geboren, sondern als solche erzogen!“ Als Textkritiker, Herausgeber (Kirchenväter, Neues Testament) und Grammatiker begründete er die neuzeitliche Philologie. Auf ihn geht die heute in westlichen Ländern übliche Aussprache, insbesondere die Betonung des Altgriechischen zurück. Die korrekte Aussprache ist heute umstritten und wohl nicht mehr zweifelsfrei klärbar, obwohl es eine in der Wissenschaft weitgehend akzeptierte Rekonstruktion gibt (siehe Altgriechische Phonologie).

### Gedichte
1487 verfasste Erasmus seine ersten Gedichte, welche Cornelis Reedijk zusammenstellte und kommentierte. Waren es anfangs Liebesgedichte, waren die Themen später das Altern, Tod und Vergänglichkeit. Das wichtigste Gedicht der Frühzeit ist die Apologie des Erasmus in Form eines Klagedialogs gegen die Barbaren, die die alte Beredsamkeit verachten und die gelehrte Dichtung verlachen (ca. 1489). Sein letztes Gedicht in Latein verfasste er 1523:

„Äußerst leicht ist’s, wie man sagt, Sprichwörter zu sammeln für jeden. Gewiß, doch hart kommt es an, wenn es um Tausendschaften geht. Wer mir nicht glaubt, der kann es ja probieren; in Kürze wird er meinen Bemühungen gewogener sein.“

### Satiren

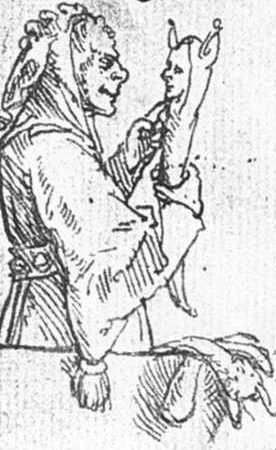
Randzeichnung der Torheit von Hans Holbein in der Erstausgabe von Erasmus’ Lob der Torheit, 1515

Sein heute bekanntestes Werk ist die Satire Lob der Torheit (Laus stultitiae) aus dem Jahr 1509, die er seinem Freund Thomas Morus widmete. In einer Krankheitsphase als Gast Morus‘ hatte Erasmus seine Idee wieder aufgenommen, ein Moriae encomium oder Lob der Torheit zu schreiben, das er in einer Woche fertigstellte.
In dieser „Stilübung“ (wie er sie nannte) trat er mit Spott und Ernst tief verwurzelten Irrtümern entgegen und setzte sich für vernünftige Anschauungen ein. Dafür fand er die ironischen Worte: „Die christliche Religion steht einer gewissen Torheit recht nahe; hingegen mit der Weisheit verträgt sie sich schlecht!“
Das Werk wurde 1511 in Paris erstmals veröffentlicht, erlebte 1514 eine zweite, erweiterte Auflage, und 1515 erschien die endgültige Fassung in Basel beim Verleger Froben. Diese enthält einen Kommentar des niederländischen Humanisten Gerard Listrius, den Erasmus zum Teil selbst geschrieben hatte.
Auch in der Satire Julius vor der verschlossenen Himmelstür (1513), die er nach dem Tode des „Soldatenpapstes“ Julius II. schrieb, zeigte sich Erasmus als begnadeter Formulierer, der die Ironie liebte.

### Theologische Schriften
Erasmus ging es, wie schon seine frühen Schriften aus der Klosterzeit zeigen, um die Notwendigkeit einer „Erneuerung der Theologie“, welche ihn leidenschaftlich bewegte. Die Anliegen der erasmischen Theologie waren nach Ernst-Wilhelm Kohls: „Neuaussage eines personalen trinitarischen Glaubens, Betonung des Bibelstudiums, Neuverständnis des paulinischen λóγoς τoῦ σταυρoῦ, Erneuerung des Sakramentsgedankens im Begriff der repraesentatio, Hervorkehrung des eschatologischen Charakters des christlichen Glaubens, Meditatio mortis und Meditatio futurae vitae, der Gedanke des Mönchtums in der Welt (militia Christi) und nicht zuletzt: Die Verantwortlichkeit eines von der Gnade befreiten Willens — alle diese Anliegen beherrschen sowohl die sog. Frühschriften des Erasmus als auch die Werke seiner reifen Jahre.“
Zentral war dabei für Erasmus die Rückbesinnung auf die hl. Schrift und die Kirchenväter: „Warum eigentlich beschäftigen wir uns alle nicht ausschließlich mit der hl. Schrift? Warum tragen wir sie nicht ständig bei uns, haben sie stets zur Hand, spüren, forschen und suchen unentwegt in ihr? Warum wird fast das ganze Leben mit den Kommentaren und deren doch nur widerstreitenden Meinungen verbracht? Meinetwegen mögen die Kommentare tatsächlich mit dem Scharfsinn der Theologen gefüllt sein — aber ohne allen Zweifel wird die hl. Schrift selbst die Schule des großen Theologen der Zukunft sein.“
Voraussetzung hierfür war für Erasmus eine Neuübersetzung des griechischen Urtextes des Neuen Testaments.
Novum testamentum

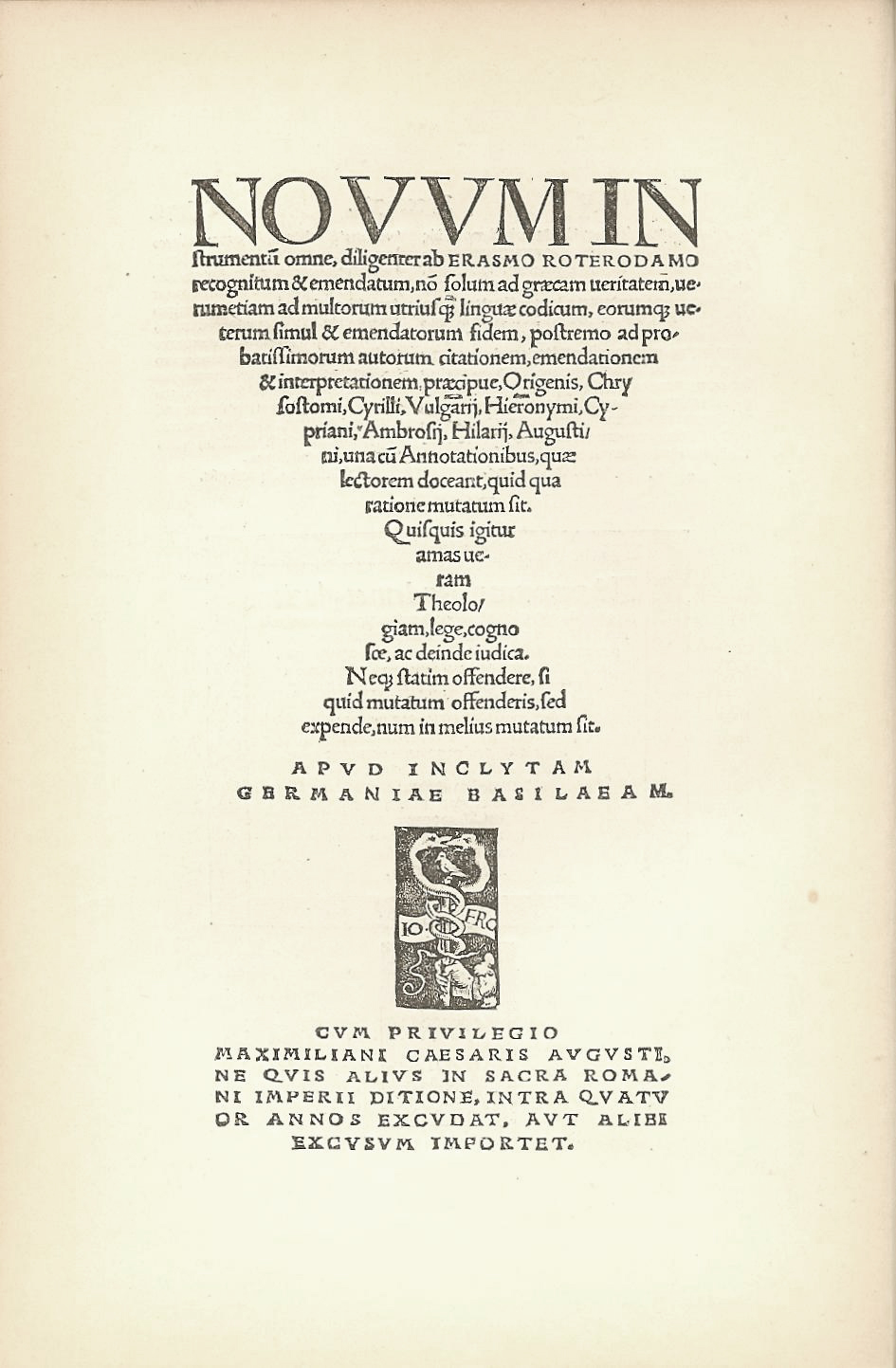
Novum Instrumentum omne
Titelseite der zweisprachigen Ausgabe des Neuen Testaments von Erasmus (griechisch/lateinisch), 1516

Erasmus’ wichtigster Beitrag zu einer Kirchenreform war das Verfassen eines revidierten Textes des Neuen Testaments in Griechisch und Latein. Der Gräzist John Colet hatte ihm bei seinem Besuch in England 1503 die Notwendigkeit einer Revision nahegelegt. Im folgenden Jahr fand Erasmus in der Parkabtei, dem Prämonstratenserkloster von Löwen, eine Handschrift des italienischen Philologen Lorenzo Valla von 1444 mit über 400 Korrekturen zur Vulgata; Erasmus edierte sie 1505 unter dem Namen des Verfassers und mit dem Titel In Latinam Novi Testamenti interpretationem beim Verleger Jodocus Badius und dem Drucker Jean Petit in Paris.
Zehn Jahre arbeitete Erasmus an der Bibelrevision. Von 1514 an war er mit dem Basler Buchdrucker Johann Froben im Einvernehmen. Gegen die Konkurrenz einer mehrsprachigen Bibel, die seit 1502 in Spanien in Arbeit war und die 1520 publiziert und unter dem Namen Complutensische Polyglotte bekannt wurde, begann Froben im September 1515 mit dem Druck eines zweisprachigen Textes, den Erasmus im Februar 1516 unter dem Titel Novum Instrumentum omne vollendet hatte. Es waren 1000 Seiten in Folioformat in einer Auflage von 1200 Exemplaren, zweispaltig, jeweils links der griechische Text und parallel dazu rechts der lateinische Text in der neuen Übersetzung. Erasmus widmete sein Werk Papst Leo X., der diese Arbeit begrüßte. In der Vorrede Paraclesis (Aufruf) spornt Erasmus die Gelehrten an zur Bibelübersetzung in alle Sprachen und für alle Menschen, Geistliche und Laien, Frauen und Mädchen, Handwerker und Bauern.
Die zweite und die weiteren Ausgaben von 1519 an erschienen unter dem Titel Novum testamentum, jeweils verbessert und erweitert auf Grund weiterer Textzeugen, bei Froben in den Jahren 1522, 1527 und 1535. Die Ausgaben der Übersetzung des Neuen Testaments haben schon zu Erasmus‘ Lebzeiten eine Auflage von über 100 000 Exemplaren erreicht. Sie fanden große Verbreitung auch durch Nachdrucke: Man zählt über 30 unautorisierte Nachdrucke anderer Verleger, so 1518 in der Firma des Aldus Manutius in Venedig, vier Ausgaben von Robert Estienne in Paris und Genf, neun Ausgaben von Théodore de Bèze in Genf und sieben Ausgaben des Leidener Verlegers Louis Elsevier bis ins 17. Jahrhundert. Sie wurden mehreren Übersetzungen in die Volkssprachen zu Grunde gelegt: Das Neue Testament des Erasmus wurde von den Übersetzern der King-James-Bibel benutzt und die Ausgabe von 1519 diente auch Luther und den Zürcher Reformatoren als Ausgangstext für ihre Bibelübersetzungen ins Deutsche. Der Text wurde später bekannt als Textus receptus.
1518 veröffentlichte Erasmus die methodische Schrift Ratio verae theologiae, die sich im Wesentlichen mit den Voraussetzungen des Theologiestudiums, hermeneutischen Regeln und christozentrischer Schriftbetrachtung befasst. V. a. enthält sie seine Auffassung vom Wesen des Christentums. Die Ratio verae theologiae ist die wichtigste theologische Schrift des Erasmus und erfuhr eine hohe Auflagenzahl.
Corpus Hieronymianum
Das zweite Großprojekt von Erasmus neben dem Novum testamentum war 1516 die Mitherausgabe der ersten Gesamtausgabe des Kirchenlehrers Hieronymus – des Corpus Hieronymianum – mit insgesamt neun Bänden, wozu Erasmus u. a. einen umfassenden Kommentar (Scholia in Epistolas Hieronymi) sowie eine Biographie verfasste. Der Ausgabe ging ein 1495 begonnener Prozess voraus, der 1511 von Erasmus an der Universität Cambridge wieder aufgenommen wurde. Hieronymus war seit seinem Eintritt ins Kloster das Vorbild für Erasmus. Die umfassende Gelehrsamkeit Hieronymus’ in Theologie und profanen Wissenschaften, die Kenntnis von Latein, Griechisch und Hebräisch und die stilistische Eleganz machten Hieronymus in Erasmus’ Augen nach Ueli Dill „zum Prototypen eines humanistisch gebildeten Theologen.“
Kirchenväter
Die Rückbesinnung auf die Kirchenväter verbunden mit der Wiederherstellung der „vetus ac vera theologia“ (deutsch: „der ursprünglichen und wahren Theologie“) war Erasmus’ zentrales Leitmotiv für die Reform von Kirche und Theologie. Es folgten nach der Edition des Hieronymus weitere Editionen und Übersetzungen von Kirchenvätern: Cyprian (1520), Arnobius (1522), Hilarius (1523), Irenaeus (1526), Ambrosius (1527), Athanasius (1527), Augustinus (1529), Johannes Chrysostomus (1530), Basilius (1532) und Origenes (1536, postum erschienen). Bei den patristischen Ausgaben war Erasmus Herausgeber und Übersetzer, wobei er oft mit anderen zusammenarbeitete. Er steuerte auch Vorworte, Notizen und Biografien bei.
Werke der Kirchenväter
- Sämtliche Werke des Hieronymus, neun Bände (1516) mit Biographie
- Sämtliche Werke von Cyprian (1520)
- Arnobius der Jüngere (1522)
- Sämtliche Werke von Hilarius von Poitiers (1523)
- Sämtliche Werke des Irenäus (1526)
- Sämtliche Werke des Ambrosius (und Ambrosiastro), vier Bände (1527)
- Sämtliche Werke des Athanasius von Alexandria (1527)
- Über die Gnade (De gratia) Faust von Riez (1528)
- Sämtliche Werke des Augustinus (1528, 1529)
- Sämtliche Werke des Lactantius (1529)
- Sämtliche Werke des Johannes Chrysostomus, fünf Bände (1530) mit Biographie
- Predigten von Gregor von Nazianz (1531)
- Sämtliche Werke des Basilius von Cäsarea (1532)
- Sämtliche Werke des Origenes, zwei Bände (1536) mit Biographie

Paraphrasen
Die Paraphrasen waren lateinische biblische Paraphrasen, Umschreibungen der Evangelien. Sie wurden zwischen 1517 und 1524 von Erasmus komponiert und in den verbleibenden Jahren seines Lebens gelegentlich von ihm überarbeitet. Eduard VI. von England ordnete in seinen Injunctions von 1547 an, die Paraphrasen „an einem geeigneten Ort“ für das Lesen in allen Pfarrkirchen auszulegen.
Einheit der Kirche und Martin Luther
In den Jahren 1522 bis 1534 setzte sich Erasmus in verschiedenen Schriften mit den Lehren und Schriften Luthers auseinander (siehe Abschnitt Konflikt mit Luther und der Reformation). Zwei Jahre vor seinem Tod versuchte er mit der Schrift De sarcienda ecclesiae concordia noch einmal, die zerstrittenen Glaubensparteien zu befrieden. In den grundlegenden Glaubensfragen wäre man einig, war Erasmus überzeugt, weniger Wichtiges, die Adiaphora, könne man den einzelnen Gläubigen und ihren Gemeinden freistellen. In den von Kaiser und Fürsten initiierten Religionsgesprächen versuchten bedeutende Theologen bis ins 17. Jahrhundert hinein, die Konfessionen auf der erasmischen Grundlage wieder zusammenzuführen. Sie blieben erfolglos.
Prediger des Evangeliums
Erasmus’ letztes großes Werk, das in seinem Todesjahr erschien, ist der Prediger oder „Prediger des Evangeliums“ (Ecclesiastes: sive de ratione concionandi) (Basel, 1535), ein umfangreiches Handbuch für Prediger von rund tausend Seiten. Obwohl es etwas sperrig war, weil Erasmus in seinem hohen Alter nicht in der Lage war, es richtig zu redigieren, ist es in gewisser Weise der Höhepunkt aller literarischen und theologischen Gelehrsamkeiten von Erasmus und, nach Ansicht einiger Gelehrter, des vorangegangenen Jahrtausends der Predigthandbücher seit Augustinus. Es bot angehenden Predigern Ratschläge zu wichtigen Aspekten ihrer Berufung mit reichlich Verweis auf klassische und biblische Quellen.
Von der reinen christlichen Kirche
1536 schrieb Erasmus sein letztes Werk, De puritate tabernaculi sive ecclesiae christianae (dt. ‚Von der reinen christlichen Kirche‘), eine Auslegung von Psalm 14, die er einem einfachen Leser widmete: dem Zollbeamten Christoph Eschenfelder, mit dem er sich auf einer seiner vielen Reisen angefreundet hatte.

### Humanistische Schriften und Ratgeber
1516 schrieb er Die Erziehung des christlichen Fürsten (Institutio Principis Christiani), die er als neuernannter Rat des Fürsten dem späteren Kaiser Karl V. widmete. Das Werk sieht in christlich-moralischen Lebensgrundsätzen des Regierungsoberhauptes die wichtigste Voraussetzung für eine friedliche, segensreiche Politik. Dieser Fürstenspiegel war bei den zeitgenössischen Fürsten sehr beliebt; Ferdinand I. soll ihn auswendig gelernt haben.
In seinem 1528 herausgegebenen Dialogus Ciceronianus trat Erasmus für eine individuell gestaltete Lebensweise ein, die sich nicht nur an antiken Vorbildern orientieren sollte.
In den letzten Lebensjahren vervollständigte Erasmus eines seiner umfangreichsten Hauptwerke, die Adagia, eine Sammlung von antiken Weisheiten und Sprichwörtern (als Fortsetzung seines Erstwerkes Antibarbari, vor 1500 begonnen), die er schrittweise von etwa 800 auf über 4250 Zitate ausbaute. Es wurde sein erfolgreichstes Werk und bis in die Zeit der Aufklärung gelesen (auch Goethe hatte es stets zur Hand). Ein ähnliches Werk, eine Sammlung von fast 3000 Anekdoten und Zitaten berühmter Männer und Frauen aus der Antike, sind die Apophthegmata (siehe auch Apophthegma), die er 1531 für den Herzog Wilhelm von Cleve veröffentlichte.
Seine „Colloquien“ (1518) und sein „Benimmbuch“ De civilitate morum puerilium (1530) wurden in den Schulen gelesen. Erasmus wandte sich gegen kirchliche Missstände, die Veräußerlichung der Religion und den Dogmenzwang. Er beklagte: „Wenn man sich die Durchschnitts-Christen ansieht, besteht nicht all ihr Tun und Lassen in Zeremonien?“ Auch Täufer und Spiritualisten, zum Beispiel Sebastian Franck, beriefen sich auf ihn.
Seine kleine Schrift De ratione studii (Methodik des Studierens) ist eine Anleitung zum richtigen Studium. Nach Erasmus soll sich der Student neben gründlichen Sprachkenntnissen in Griechisch und Latein eine universale Bildung aneignen, z. B. von der Landwirtschaft, dem Militär, der Geographie bis zur Dichtung, Rhetorik und Philosophie. Hier empfiehlt er besonders die Schriften der großen antiken Gelehrten, jedoch solle sich der Student auf weniges konzentrieren, statt alles zu lesen.

### Friedensschriften
Erasmus hat zu Lebzeiten 15 Schriften (darunter Essays, Reden und Briefe) über den Frieden veröffentlicht. 1489 verfasste er, geprägt von Kriegsgräueln in den Niederlanden, welche er selber in Gouda während seiner Jugend erlebt hatte, die Schrift Oratio de pace et discordia (Rede über Krieg und Frieden), die erst 1570 bekannt wurde.
Seine erste in der lateinischen Ursprungsfassung heute verschollene Antikriegsschrift Antipolemus erschien 1506. Von ihr ist eine 1795 erschienene englische Übersetzung überliefert. Im Antipolemus kritisierte Erasmus scharf das Kriegsgebaren von Papst Julius II. (1503–1513), dem er 1517 die messerscharfe, satirische Schrift Julius vor der verschlossenen Himmelstür anonym widmete.
1514 schrieb Erasmus einen längeren Brief an Anton von Bergen aus dem Adelsgeschlecht Glymes, dem Abt des Zisterzienserklosters St. Bertinus, bei dem er hoffte, ein offenes Ohr für seine Friedensappelle zu finden. Dieser Brief gilt als Vorarbeit von Dulce Bellum Inexperto, seinem Kommentar zum Sprichwort „Süß ist der Krieg für den Unerfahrenen“, den er 1515 in der Basler Adagia-Ausgabe (Adagia Nr. 3001) um 1000 Zeilen ergänzte. Er gilt als erste Friedensschrift der europäischen Literaturgeschichte.
1515 widmete Erasmus in seiner Schrift Institutio principis christiani (Die Erziehung des christlichen Fürsten) drei der elf Kapitel den „Fähigkeiten für die Bewahrung des Friedens“ (Kap. III), den „Staatsgeschäften in Friedenszeiten“ (Kap.X), sowie den „Überlegungen für den Fall des Krieges“.
1517 erschien Die Klage des Friedens. Darin vertrat er eine dezidiert pazifistische Position und lehnte Kriege mit einer Ausnahme ab: Nur wenn das gesamte Volk sich für einen Krieg ausspreche, sei er legitim. Im Jahr zuvor war er zum Kaiserlichen Hofrat ernannt worden, wodurch seine Schrift den Charakter eines offiziellen Friedensappells gewann. Erasmus rief damit zu einer Art „Völkerbund“ auf. Im 16. Jahrhundert war er der einzige bekannte Humanist, der dem bei der europäischen Bevölkerung auf Grund der erbarmungslosen Machtkämpfe der Herrschenden verbreiteten Friedenswillen eine Stimme verlieh. Erasmus Werk war eigentlich für einen Friedenskongress gedacht, der jedoch so nie zustande kam. Noch zu seinen Lebzeiten gelangte sein Werk in Europa zur überragender Bedeutung und wurde in alle europäischen Sprachen übersetzt. Er beschreibt, dass der größte Teil der Völker den Krieg verflucht und der Wille aller „Guten“ Bündnisse zustande bringen könnte, denn „… Krieg wird aus Krieg gesät, Rache verursacht wieder Rache“.
1530 erschien Erörterung der Frage eines Krieges gegen die Türken (Utilissima consultatio de bello Turcis inferendo), womit sich Erasmus ausführlich zum Thema Türkenkrieg äußerte. Für Erasmus sind nicht die Türken das große Übel, sondern die Christen, die nicht gemäß der Nachfolge Jesu lebten. Erasmus plädiert für einen reinen Verteidigungskrieg und lehnt einen Angriffskrieg, gar einen heiligen Krieg bzw. Kreuzzug entschieden ab. Statt gegen die Türken Krieg zu führen, sollte sich die Christenheit besser zu einer christlichen Lebensführung bekehren. Der Nachwelt überliefert ist Erasmus’ Aussage: „Sobald der einfältige Pöbel auch nur das Wort Türken hört, gerät er sofort in Rage, verlangt nach einem Blutbad und heißt sie Hunde und Feinde des christlichen Namens — ohne zu bedenken, dass diese zuallererst Menschen und zudem noch halbe Christen sind.“.

### Medizinische Schriften
Erasmus war früh, auch bedingt durch seine eigenen Krankheitserfahrungen und den Eindruck der Pest, auch sehr an medizinischen Fragen und Themen interessiert, was sich auch in diversen Werken widerspiegelt. Er setzte sich u. a. intensiv mit der ersten griechischen Gesamtausgabe von Galen auseinander und schrieb dazu einen Kommentar. Sein wichtigstes Werk in diesem Bereich ist das Lob der Gesundheit (Encomium artis medicae), worin er u. a. Ansätze einer medizinischen Ethik aus humanistischer Perspektive entwickelt. Er spricht darin nicht nur die ethischen Verpflichtungen des Arztes an, sondern auch die des Patienten. Erasmus war kein Arzt oder Mediziner, obwohl die Veröffentlichung seines Lobs der Gesundheit manche zu dem Schluss verleitet hat, dass er einer gewesen sei.

### Philologische Schriften
Erasmus beschäftigte sich intensiv mit der Sprache. 1511 verfasste er sein ciceronisches rhetorisches Handbuch De copia verborum et rerum (Über die Kopie der Worte und Ideen). Zusammen mit John Colet und William Lily, dem ersten Schulleiter von St. Paul, verfasste Erasmus eine lateinische Grammatik, die abwechselnd als Lilys Grammatik oder die Eton-Grammatik bekannt war. 1525 widmete er dem Thema eine ganze Abhandlung, Lingua. 1528 veröffentlichte er Ciceronianus, womit er den Stil des heidnischen Latein angriff, der ausschließlich auf Ciceros Schriften basierte. Dieses und mehrere seiner anderen Werke haben einen Ausgangspunkt für eine Sprachphilosophie geliefert, obwohl Erasmus kein vollständig ausgearbeitetes System hervorgebracht hat.

### Werke von Klassikern incl. Übersetzungen
Zu den klassischen Schriftstellern, deren Werke Erasmus übersetzte oder herausgab, gehören Lucian (1506), Euripides (1508), Curtius (1517), Sueton (1518), Cicero (1523), Ovid und Prudentius (1524), Galen (1526), Seneca (1528), Plutarch (1531), Terentius (1532), Ptolemäus (1533) und Flavius Josephus. Die von ihm 1517 herausgegebenen Disticha Catonis werden durch ihren Titel Cato dem Älteren nur zugeschrieben.

### Gesamtwerk, Inquisition und Auswahl von Werken
Die Erasmus-Sammlung der Stadtbibliothek Rotterdam ist die weltweit größte Sammlung von Erasmiana. Neben ihrer eigenen Sammlung besitzt die Bibliothek auch eine einzigartige Kartei mit bibliografischen Beschreibungen von etwa 6.000 frühneuzeitlichen Ausgaben von Erasmus’ Werken. Diese umfassen sowohl lateinische Texte als auch Übersetzungen.
Der Katalog der Werke von Erasmus umfasst 444 Einträge (auf 120 Seiten), fast alle aus der zweiten Hälfte seines Lebens. In den 1530er Jahren machten die Schriften des Erasmus 10 bis 20 Prozent aller Buchverkäufe in Europa aus. Das Verzeichnis der im deutschen Sprachbereich erschienenen Drucke des 16. Jahrhunderts umfasst 3444 Werke von oder zu Erasmus, insbesondere Übersetzungen und verschiedene Ausgaben.
Alle Werke von Erasmus wurden zensiert und vom Konzil von Trient 1559 in den „Index der verbotenen Bücher“ aufgenommen. Bis zur Aufhebung dieses Index 1963 durften Katholiken seine Werke nicht lesen. Erasmus wurde von den Inquisitoren der Katholischen Kirche wegen der Indexierung als Ketzer betrachtet. Der Index von 1559 war in den Augen der Inquisitoren ein Prozess „post mortem“, „aus dem Erasmus als Verurteilter hervorgegangen war“.
Leser seiner Werke wurden von der Inquisition verfolgt. In Italien wurde durch die Jesuiten der Name Erasmus von den Titelseiten der zensierten italienischen Ausgaben der Adagia und der Apophthegmata entfernt, seine Werke aber trotz Index weiterhin genutzt. Diese Neuausgaben stellen nach Silvana Seidel Menchi „eigentlich eine geistige Enteignung des Humanisten dar, da die Verwertung seiner klassischen Bildung und seines pädagogischen Talents mit der Verdrängung seines Namens aus dem Gedächtnis der Menschen einhergeht.“ Das Plündern seines Werks folge seiner „Verniemandung“.
Seine Werke wurden nach Gerhard Bernhard Winkler indiziert, „nicht weil sie so viel unkatholisches enthalten hätten, sondern weil sie nach der Parteien Geschmack gelesen wurden“. Auch viele protestantische Kirchen mieden Erasmus’ Schriften.
Die UNESCO beschloss am 18. Mai 2023, die Erasmus-Sammlung Rotterdam (größte Bibliothek zu Erasmus) zusammen mit 64 anderen dokumentarischen Kulturerbesammlungen in das internationale Register des Weltdokumentenerbes aufzunehmen.
Erasmus selbst strukturierte sein umfangreiches Gesamtwerk (Opera Omnia) wie folgt:
- 1: Schriften zur Philologie und Pädagogik
- 2: Sprichwörter und Redensarten (Adagia)
- 3: Korrespondenz
- 4: Schriften zu moralischen Fragen
- 5: Schriften zur religiösen Unterweisung
- 6: Lateinische Übersetzung des NT
- 7: Paraphrasen zum NT
- 8: Schriften zu den Kirchenvätern
- 9: Streitschriften und Kontroversen

Seit 1969 erfolgt die Herausgabe einer kritischen Gesamtausgabe in Latein, der Opera omnia Desiderii Erasmi Roterodami vom international tätigen niederländischen Wissenschaftsverlag Brill. Derzeit gibt es 81 Bände.
The Collected Works of Erasmus, University of Toronto 
Das größte neuzeitliche Übersetzungsprojekt der Werke des Erasmus in die englische Sprache, „The Collected Works of Erasmus“ (CWE), wurde 1968 an der Universität von Toronto gestartet. 2014 waren nach 40 Jahren Arbeit 60 der projektierten 86 Bände, entsprechend ca. 70 % des Gesamtwerks, publiziert. Die Fertigstellung wird für 2030 erwartet. Die CWE nehmen pro Band mehrere Schriften auf und sollen bei Fertigstellung alle wesentlichen Publikationen enthalten. Sie waren wie folgt geplant:
- 1: Korrespondenz (Bde. 1–22)
- 2: Literarische und pädagogische Schriften (Bde. 23–29)
- 3: Sprichwörter (Bde. 30–36)
- 4: Apophthegmata (Bde. 37–38)
- 5: Kolloquien (Bde. 39–40)
- 6: Neutestamentliche Gelehrsamkeit, unterteilt in Paraphrasen (Bde. 42–50) und Anmerkungen (Bde. 51–60)
- 7: Patristik (Bde. 61–62)
- 8: Psalmenauslegung (Bde. 63–65)
- 9: Spiritualia und Pastoralia (Bde. 66–70)
- 10: Kontroversen (Bde. 71–84)
- 11: Poesie (Bde. 85–86)

Auswahl von Werken
- Enchiridion militis Christiani (1503)
- Adagia (1510–1535)
- De duplici copia verborum ac rerum (1512)
- Encomium moriae (Lob der Torheit) (1509 oder 1510)
- Julius vor der verschlossenen Himmelstür (1513)
- Institutio principis christiani (Die Erziehung des christlichen Fürsten) (1515)
- Novum Testamentum. – Basileae: Froben, 1516. – Digitalisierte Ausgabe der Universitäts- und Landesbibliothek Düsseldorf
- Erasmi Roterodami Epistolae. Köln: Cornelius von Zierickzee, 1516.
- Querela pacis. (Die Klage des Friedens) (1517)
- Colloquia familiaria (Gespräche im vertrauten Familienkreis) (1518)
- Marie-Madeleine de la Garanderie (Hrsg.): La correspondence d’Erasme et de Guillaume Budé. Paris 1967.
- Brief an Ulrich von Hutten (Leben des Thomas Morus, 1519), in: Nicolette Mout: Die Kultur des Humanismus, München 1998, S. 363–372. Auch in: Thomas Morus: Utopia. Ein wahrhaft goldenes und ebenso heilsames wie erheiterndes Büchlein über den besten Staatszustand und über die neue Insel Utopia. Hrsg. von Jürgen Teller und aus dem Lateinischen übersetzt von Curt Woyte. Mit dem von Jürgen Teller aus dem Lateinischen übersetzten Anhang: Erasmus von Rotterdam grüßt den hochedlen Ritter Ulrich von Hutten (Brief vom 23. Juli 1519). Philipp Reclam jun., Leipzig 1979 (= Reclam Universalbibliothek, Band 513), S. 133–142.
- De conscribendis epistolis (Anleitung zum Briefschreiben) (1522)
- De libero arbitrio (Vom freien Willen) (1524)
- Dialogus ciceronianus (1528)
- De civilitate morum puerilium (Über die Umgangserziehung der Kinder) (1530)
- Apophthegmata (Sammlung erbaulicher Anekdoten) (1533)
- De recta Latini Graecique sermonis pronuntiatione dialogus. – Paris: Simon Colin, 1528. Digitalisierte Ausgabe der Universitäts- und Landesbibliothek Düsseldorf
- Epistolae Palaeonaeoi. Ad haec responsio ad disputationem cuiusdam Phimostomi de divortio. – Friburgi Brisgoiae: Emmeus, 1532. Digitalisierte Ausgabe der Universitäts- und Landesbibliothek Düsseldorf
- Absolutissimus de octo oratio[n]is partiu[m] constructione libellus. – Basel 1517. Digitalisierte Ausgabe der Universitäts- und Landesbibliothek Düsseldorf
- Hyperaspistes Diatribae Adversus Servum Arbitrium Martini Lutheri (1526/1527)
- Erasmi Roterodami Liber Cvm Primis Pivs, De praeparatione ad mortem nunc primum & conscriptus & aeditus Basileae: Froben, 1534.
- Erasmus von Rotterdam: De ratione studii ac legendi interpretandique auctores, Paris 1511, in: Desiderii Erasmi Roterodami Opera omnia, Hrsg. v. J. H. Waszink u. a., Amsterdam 1971, Vol. I 2, 79–151

## Reformation, Religion und Gesellschaft

### Konflikt mit Luther und der Reformation

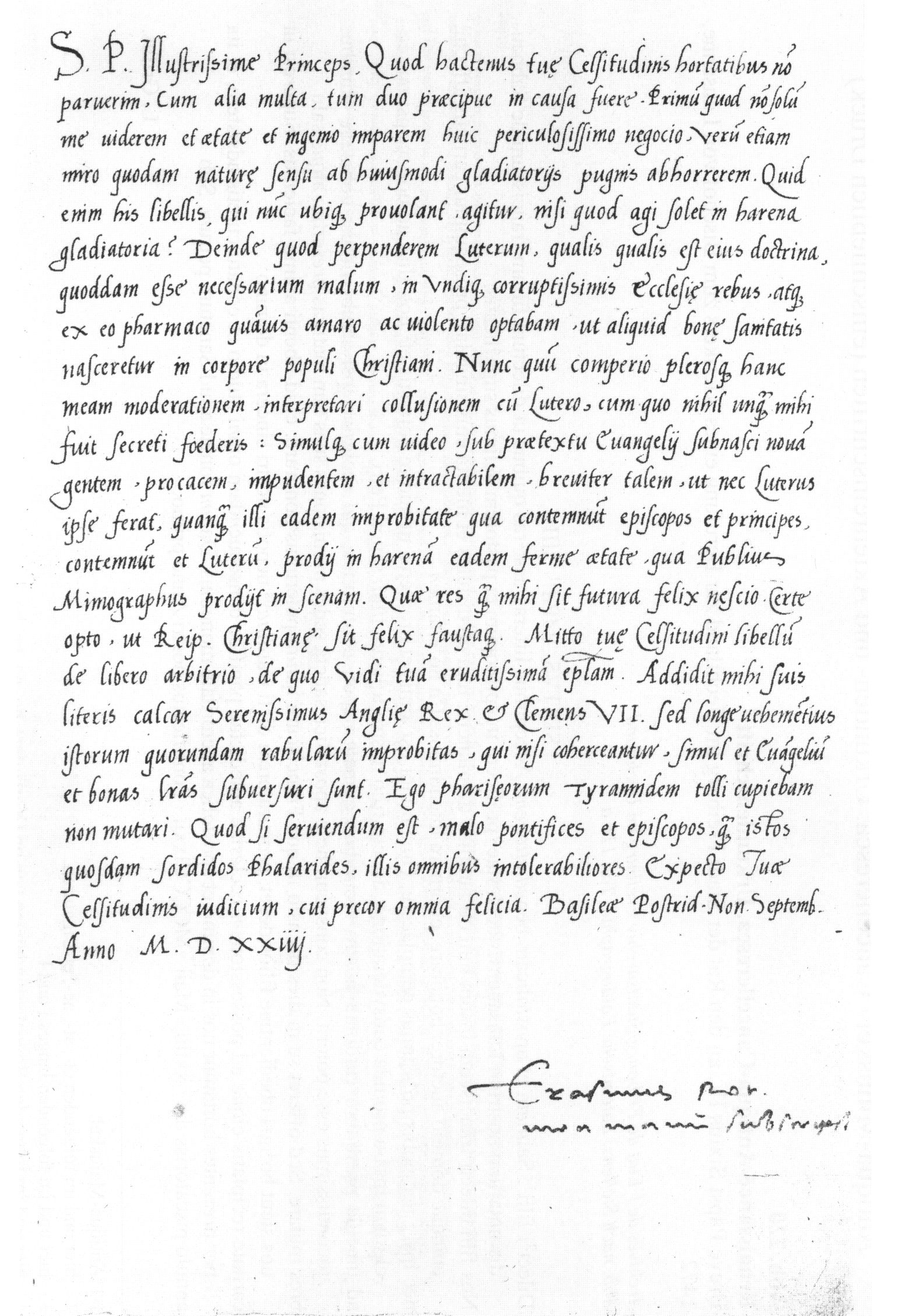
Ein 1524 abgefasstes Schreiben von Erasmus an Herzog Georg von Sachsen. Erasmus begründet seine Stellung zu Luther und zur Reformation. Sächsisches Staatsarchiv, Hauptstaatsarchiv Dresden, 10024 Geheimer Rat (Geheimes Archiv), Locat 10300/4, Bl. 26 (Liste der Briefpartner von Erasmus von Rotterdam)

Erasmus und Luther haben einander nie getroffen, korrespondierten jedoch mehr oder weniger öffentlich ab 1519 miteinander. Den ersten brieflichen Kontakt versuchte gegen Ende des Jahres 1516 Georg Spalatin, Bibliothekar und Sekretär Friedrichs des Weisen, herzustellen. In seinem Brief stellte Spalatin Erasmus, der damals in Basel lebte, die These des jungen Augustinermönchs Martin Luther vor, der die Auffassung vertrat, dass Erasmus’ Erklärung der „Justitia“ des Paulus von Tarsus nur ungenau sei und darin die Erbsünde zu wenig berücksichtigt werde. Der Brief blieb unbeantwortet. Am 28. März 1519 wandte sich Martin Luther erstmals direkt und persönlich mit einem Brief an Erasmus. Bereits am 31. Oktober 1517 hatte Luther seine 95 Thesen veröffentlicht, die in kirchlichen Kreisen zu heftigen Diskussionen führten, so dass er möglicherweise Unterstützung bei Erasmus suchte. Stattdessen wandte sich Erasmus am 14. April 1519 direkt an Friedrich den Weisen von Sachsen; unter anderem schrieb er, dass ihm Martin Luther „vollkommen unbekannt“ sei, dass aber jeder, der ihn kenne, „sein Leben billige[n]“ möge. Am 30. Mai 1519 erhielt Luther dann von Erasmus erstmals persönlich einen Brief.
Während Luther eine „harte Linie“ gegen das aus seiner Sicht dekadente Papsttum vertrat, setzte sich Erasmus für „innere Reformen“ der Kirche ein und bat Luther um Mäßigung, so in seinem Brief vom 30. Mai 1519.
Der Diskurs um den freien Willen
Auch in religiösen Fragen zeigten sich bald Unterschiede. Während Erasmus die These aufstellte, Gott habe dem Menschen einen freien Willen gegeben, zwischen dem Guten und dem Bösen zu wählen, der freilich nur mit Gottes Gnade wirksam werden könne, argumentierte Luther mit der Erbsünde und der Allmacht Gottes, durch die jede Tat des Menschen vorausbestimmt sei. Luther verglich den menschlichen Willen mit einem Pferd, „das der Teufel reitet“ oder das Gott lenkt. Es sei unmöglich, einen der beiden Reiter loszuwerden, denn jedes menschliche Schicksal sei vorherbestimmt und ende entweder in der Hölle oder im Himmel. Gottes Liebe und Hass seien ewig und unverrückbar, schrieb Luther in seiner Erwiderung an Erasmus, sie seien schon gewesen, „ehe der Welt Grund gelegt ward“, noch ehe es einen Willen oder Werke des Willens gab.
Den endgültigen Bruch mit Luther besiegelte Erasmus 1524 mit dem Werk De libero arbitrio (Vom freien Willen), einer Antwort auf Luthers Assertio omnium articulorum M. Lutheri per Bullam Leonis X novissimam damnatorum (zugleich als deutsche Schrift unter dem Titel Grund und Ursache aller Artikel D. Martin Luthers, so durch römische Bulle unrechtlich verdammt sind). Erasmus’ letzte kritische Auseinandersetzung mit dem Titel Hyperaspistes kommentierte Luther mit dem bekannten Ausspruch: „Wer den Erasmus zerdrückt, der würget eine Wanze, und diese stinkt noch tot mehr als lebendig.“
Einerseits sparte Erasmus nicht mit beißender Kritik an frömmelnden Christen, heuchlerischen Mönchen, korrupten Päpsten, katholischen Riten und dem Ablasshandel. Andererseits verteidigte er das Papsttum, distanzierte sich von jeder Veränderung durch Gewalt und versagte den Reformatoren seine Unterstützung. Luther empfand dies als Verrat und schrieb ihm:

„Da wir sehen, dass Dir der Herr weder den Mut noch die Gesinnung verliehen hat, jene Ungeheuer [die Päpste] offen und zuversichtlich gemeinsam mit uns anzugreifen, wagen wir von Dir nicht zu fordern, was über Dein Maß und Deine Kräfte geht.“

In der Schrift von 1524 setzte Erasmus sich mit der Frage der Willensfreiheit auseinander. Luther hatte den freien Willen, eines seiner zentralen Themata in seinen Schriften zur Gnadentheologie, stets verworfen. Erasmus stellte die unterschiedlichen Argumente zur freien Entscheidung des Willens gegeneinander. Seine Argumente zur Willensfreiheit belegte Erasmus auch durch zahlreiche Bibelstellen, um sie nicht nur auf philosophische Überlegungen zu reduzieren.
Während für Erasmus der Mensch frei sei, sich in die eine oder andere Richtung zu verändern, jeweils das Gute oder das Böse zu wählen und damit Gott und Satan in Position eines Observanten kämen, um die menschliche Dynamik des Willens zu beobachten, ist für Luther der Mensch in eine direkte Auseinandersetzung zwischen Gott und dem Teufel eingebunden, und würde so von seinem inneren Willen in die eine oder andere Richtung getrieben werden.
Luther bestritt den freien Willen des Menschen durchweg. Nach dem Sündenfall gibt es für Luther keinen freien Willen, kein Wahlvermögen des Menschen, so lateinisch arbitrium ‚Entscheidung, die freie Entscheidung‘. Die Frage seines Heils ist nach Luthers Auffassung ausschließlich ein Akt der göttlichen Gnade. Der Mensch kann nichts befördern und nichts unterbinden, nicht durch Taten und nicht durch Bemühungen (vergleiche Bußsakrament, Gnadenschatz und Ablass). Menschliche Handlungen, Willenshandlungen beträfen stets den äußeren Menschen und stünden mit dem göttlichen Gnadenweg überhaupt nicht in Beziehung. Luther folgt der paulinisch-augustinischen Richtung, wonach alles von der Gnadenwahl Gottes abhängt, nachdem die Erbsünde die Menschen fundamental korrumpierte. (Siehe dazu allerdings auch Augustinus’ Werk De libero arbitrio, in dem dieser gegen Determinismus und für Willensfreiheit argumentiert.)
Mit De servo arbitrio (deutsch: Über den geknechteten Willen oder Vom unfreien Willen) legte Martin Luther im Dezember 1525 eine Schrift vor, die man als Reaktion auf die humanistische Lehrmeinung von Erasmus’ Schrift De libero arbitrio (September 1524) ansehen kann. Der lutherische Text gilt als eines seiner bedeutendsten theologischen Werke. Auch manche Historiker – insbesondere aus dem evangelischen Lager – teilten später diese Einschätzung und kritisierten die als unentschlossen empfundene Haltung von Erasmus.
Erasmus antwortet mit der heftigen Schrift »Hyperaspistes«, mit der er entschieden gegen Luther und seine Reformation Stellung bezieht. Hierauf schreibt Luther Erasmus einen gehässigen Brief: „Wenn ich bete: geheiligt werde Dein Name, so fluche ich wider Erasmus und alle Ketzer, die Gott lästern und schänden.“ Dieser Brief Luthers ist für Stefan Zweig ein Scheidebrief zwischen Humanismus, Erasmus und der deutschen Reformation. Erasmus antwortet auf einen späteren, versöhnlichen, aber eher scherzhaften Brief Luthers mit folgenden Worten: „Wozu dienten alle diese höhnischen Bemerkungen und niederträchtigen Lügen, ich sei ein Atheist, ein Skeptiker in Glaubenssachen, ein Gotteslästerer, und ich weiß nicht was noch alles … Was zwischen uns beiden geschehen, ist nicht wichtig und am wenigsten für mich, der ich nahe vor meinem Tode stehe; was aber jedem anständigen Menschen so wie mir selbst zum Ärgernis wird, ist, daß durch Dein anmaßendes, schamloses und aufrührerisches Verhalten die ganze Welt zerstört wird.“

### Toleranz zwischen Juden, Christen und Muslimen
Einige christliche Humanisten, unter ihnen auch Erasmus, versuchten die gegenseitige Toleranz zwischen Juden, Christen und Muslimen zu fördern, indem sie die Gemeinsamkeiten der drei Religionen herausstellten und einen neuen Umgang mit Juden und Moslems forderten.
Erasmus wurde von katholischen und protestantischen Theologen gleichermaßen gerügt, weil er die für sie bizarre Idee religiöser Toleranz vertrat. Zu Lebzeiten konnte Erasmus sich damit nicht durchsetzen. Seine größten Beiträge zur Toleranz wurden erst posthum wirksam. Nachfolgende Generationen erkannten Erasmus — insbesondere durch den Neudruck „De haereticis an sint persequendi“ 1954 — als Verfechter der Mäßigung, der friedlichen Versöhnung, des gegenseitigen Verständnisses und als den Verfechter „religiöser Toleranz“ an. Durch sein Postulat der religiösen Toleranz wurde er einer der bedeutendsten und einflussreichsten Repräsentanten des europäischen Humanismus in der sog. „Neuen Zeit“ und galt, absolut ungewollt, durch seine kritische Haltung gegenüber der Kirche und die neuartige Interpretation der heiligen Schriften, als Vordenker der Reformation.
Umgang mit dem Judentum
Von neueren Autoren wird Erasmus kritisiert, weil er in der Reuchlin-Affäre einige antijudaistische und polemische Bemerkungen gegen den jüdischen Konvertiten Pfefferkorn äußerte. Dem vorausgegangen war eine hasserfüllte Polemik Pfefferkorns, der Erasmus und Reuchlin beschuldigte, ein Werk des Teufels („die gotteslästernden Juden“) zu unterstützen und den Frieden des Christentums in Gefahr zu bringen. Pfefferkorn wollte zusammen mit den Dominikanern alle jüdische Literatur in Deutschland einsammeln und verbrennen. Der Hebraist Reuchlin und Erasmus haben sich vehement für den Erhalt des jüdischen Kulturguts eingesetzt, so dass es nicht zur Vernichtung aller jüdischen Schriften, d. h. von Talmud, Thora und sonstigen Schriften in Europa gekommen ist.
Erasmus sah in jüdischen Konvertiten wie Pfefferkorn, den er polemisch als „Superjude“ bezeichnete, eine potentielle Gefahr, weil sie seiner Ansicht nach trotz Taufe an ihren jüdischen Traditionen festhielten und das Christentum durch „Judaisieren“ von innen zersetzten. Unter „Judaisieren“ verstand er ein Zeremonienwesen und eine gesetzliche Werkheiligkeit bei Juden und in der christlichen Kirche, die er massiv als eine veräußerlichte und rituelle Frömmigkeit kritisierte.
Als Bibelhumanist bevorzugte Erasmus – im Gegensatz zur Kirche seiner Zeit – das Neue Testament gegenüber dem Alten Testament. In einem Brief an den Hebraisten und Reformer Wolfgang Fabricius Capito aus Straßburg bemerkte er:

„Ich erwäge, dass die Kirche dem Alten Testament nicht so viel Wert zumessen solle. Das Alte Testament behandelt nur die Schatten, mit denen die Menschen eine Zeit lang leben mussten. Das Alte Testament (…) ist heute fast wichtiger geworden als die Literatur des Christentums. Auf die eine oder andere Weise beschäftigen wir uns emsig damit, uns vollständig von Christus zu distanzieren.“

Bekannt sind seine „Paraphrasen“, das Neue Testament lebensnah in Form eines Erbauungsbuchs nachzuerzählen. Mit Talmud wie auch der Kabbala konnte er, auch wegen geringer Hebräischkenntnisse, lange wenig anfangen. Erst Paul Ritz überzeugte Erasmus brieflich 1519 davon, dass die Kabbala für eine allegorische Deutung der Bibel Relevanz habe. Erasmus antwortete, dass sein kleines Buch ihn ein wenig beruhigt habe und dass die Kabbala in der Tat eine gewisse Gültigkeit haben könnte, von der er vorher nichts gewusst habe. Erasmus war, obwohl kein Hebraist, ein Förderer der hebräischen Sprache, die Theologen wie Latein und Griechisch verbindlich für das Theologiestudium lernen sollten. Er beteiligte sich aktiv an der Gründung des Collegium Trilingue in Löwen, welches Hebräisch als heilige Sprache der Bibel vermittelte.
Seine judenkritischen Aussagen finden sich weniger in seinen Werken, sondern vornehmlich in seiner Korrespondenz.
Auch wenn eine ganze Reihe polemischer und judenkritischer Aussagen von Erasmus überliefert sind, hat er bei diversen Gelegenheiten gegen Antijudaismus protestiert. So lehnte er die von Eusebius aufgestellte antijudaistische Doktrin vom Abfall der Juden vom ewigen wahren Glauben, welche bis über die Aufklärung hinaus wirksam war, ab.
In seiner 1523 verfassten Autobiographie Compendium vitae fasst Erasmus gar eine Freundschaft mit Juden ins Auge. Er schrieb:

„Ich verweigere niemanden die Freundschaft (…) ich bin so geartet, dass ich auch einen Juden lieben könnte, sofern er nur ein umgänglicher Genosse und Freund wäre, und vor mir keine Blasphemien gegenüber Christus ausstieße. Ich glaube, dass ein solch höflicher Umgang äußerst nützlich wäre, um Zwiespalt zu beenden.“

Der große spanische Humanist Juan Luis Vives, Sohn jüdischer Eltern, dessen Vater durch die spanische Inquisition auf dem Scheiterhaufen verbrannt wurde, war sowohl Freund als auch Schüler von Erasmus. Als Richtschnur für das Zusammenleben mit den Juden wertete Erasmus die Aussage des Apostels Paulus: Dann wird ganz Israel gerettet werden (Röm 11,26). In dieser Hoffnung werden sie (die Juden) von uns beschützt. Gott habe nicht sein auserwähltes Volk verstoßen, am Ende werde er ihnen Barmherzigkeit erweisen. Die Christen sollten sie (die Juden) freundlich und einladend behandeln.
Der jüdische Historiker Shimon Markish hat in seinem Werk „Erasmus and the Jews“ die kontroversen Thesen bzgl. des Umgangs Erasmus mit dem Judentum untersucht. In einer umfassenden Analyse aller Schriften von Erasmus über Juden und Judentum stellt Shimon Markish fest, dass der Vorwurf eines Antijudaismus bzw. Antisemitismus nicht aufrechterhalten werden könne. Für Markish galt Erasmus’ Hauptbeschäftigung der Zukunft der „wahren Philosophie Christi“. Erasmus hätte wenig Interesse an der jüdischen Gemeinschaft seiner Zeit gehabt. Seine theologische Opposition gegen die Form des religiösen Denkens, die er mit dem Judentum identifizierte und als Judaisieren bezeichnete, habe sich nicht in groben Vorurteilen gegenüber den tatsächlichen Juden niedergeschlagen. In seinen Werken z. B. zum Neuen Testament finde sich nichts dazu. Erasmus Betrachtungen des Fremden waren laut Markish frühe und bedeutende Schritte in Richtung aufgeklärter Toleranz.
Umgang mit Muslimen
Juden wie auch Moslems betrachtete er als Halbchristen, für Erasmus stand jedoch zunächst der Mensch im Vordergrund. Alle Menschen, auch Andersgläubige sollten respektiert und menschlich behandelt werden. 1530 klagte er:

„Das Volk nennt Türken Hunde und Feinde des Namens Christi und bedenkt nicht, dass diese zuerst Menschen sind.“

### Neues Frauenverständnis
Erasmus entwickelte ein neues Frauenbild, welches mit der frauenverachtenden Tradition brach. Er setzte sich – entgegen den damaligen Frauenklischees und im Gegensatz zur Doktrin des Aristoteles – schon früh für die Frauenbildung ein. Mädchen sollten die gleiche Erziehung genießen wie Jungen, sie seien „keine Mängelwesen“ (Aristoteles). Frauen könnten, auch durch Studium, so seine Hoffnung, zu einem an humanistischen Werten orientierten Europa beitragen.
Bekannt ist seine Satire „Vom Abt und der gebildeten bzw. gelehrten Frau“. Darin besucht ein Abt Antronius die gelehrte Frau Magdalia, in deren Wohnung er viele Bücher in verschiedenen Sprachen sieht, darunter französische, griechische und lateinische Werke. „Gebildet zu sein“, meint der Abt, „ist unweiblich. Sache hoch gestellter Frauen ist es, angenehm zu leben.“ Unter angenehm versteht Antronius: „Schlafen, Gelage, Freiheit zu tun, was ich will, Geld, Ehren.“ Es kommt zu einem intensiven Disput über Bildung und Weisheit, in welchem die gelehrte Frau Magdalia den Abt nicht nur in seiner Dummheit bzw. überholten Ansichten bloßstellt, sondern auch die geistige Leitung übernimmt: „Weit mehr fällt auf, daß diese kluge Person im Gespräch mit dem Abt die Führung hat, also die Überlegene ist, die mit der Schlagkraft ihrer Argumente den Partner in die Enge treibt. Der Abt ist derjenige, der überzeugt werden sollte, die Frau ist der ‚raisonneur‘. In diesem Gespräch wird somit einer Frau das Recht der geistigen Leitung anvertraut und zwar nicht nur gegenüber anderen Frauen, wie im ‚senatulus‘, sondern gegenüber einem geistlichen Würdenträger. ‚In dieser These liegt wohl der größte reformatorische Gedanke des Erasmus in Bezug auf die Frau, ein kräftiges Abrücken von bestimmten konventionellen und dogmatischen Vorstellungen des Mittelalters.‘“

## Rezeption und Wirkung

### Erasmus Wirkung auf den Humanismus
Das Verständnis dessen, was ein Humanist im Mittelalter bzw. zu Beginn der Neuzeit war, unterscheidet sich erheblich vom modernen, säkulären Verständnis des Humanismus. Das Ziel des Humanismus zur Zeit des Erasmus von Rotterdam bestand in der unmittelbaren Begegnung mit dem antiken Autor durch sein Werk. Die Studia humanitatis (Studien der Menschlichkeit) und ihre Methoden wurde von den Humanisten ursprünglich vorwiegend für profane, antike Autoren verwendet. Dieser Begriff umfasste ein breites Spektrum an Disziplinen wie Grammatik, Rhetorik, Poetik, Geschichte und Moralphilosophie, die darauf abzielten, den Menschen in seiner vollen intellektuellen und moralischen Kapazität zu bilden. Erasmus war es, der diese Methodik, welche mit dem Schlagwort „Ad fontes“ (zurück zu den Quellen) verbunden war, erstmals für die Begegnung mit den antiken Kirchenvätern sowie dem Neuen Testament fruchtbar machte.
Seine Methodik fasste er 1511 in dem Werk De ratione studii ac legendi interpretandique auctores (Über die Methode des Studierens, Lesens und Interpretierens von Autoren) zusammen, welche über 90 mal aufgelegt wurde und eine erhebliche Wirkung hatte. Eine englische Übersetzung wurde 1978 in den Collected Works of Erasmus veröffentlicht.
Die neue Methodik des Erasmus
Für Erasmus besitzt die richtige Methodik sowohl für profan-antike als auch christliche Autoren eine fundamentale Bedeutung. Er betonte nachdrücklich, wie entscheidend die richtige Herangehensweise und Ordnung (ratio, ordo) für ein erfolgreiches Studium der Autoren sind. Ohne Methode bleibt der Fortschritt mühsam und ineffizient. Wie andere Humanisten vor ihm unterschied Erasmus zwischen Worten (verba) und Sachen (res). Er stellte fest, dass es zwei Arten von Erkenntnis gibt: die der Worte und die der Sachen. Obwohl er die Erkenntnis der Sachen für wichtiger hielt, warnte er eindringlich davor, die Pflege der Sprache zu vernachlässigen.
Zentral in seinem Denken stand die Notwendigkeit der Sprachbeherrschung. Erasmus argumentierte, dass man die Dinge (res) nur durch bekannte Worte (voca nota) verstehen könne. Wer die Kraft der Sprache nicht beherrsche, werde im Urteil über die Dinge zwangsläufig blind sein und Fehler machen. Ein weiteres Prinzip seiner Lehre war, von den Besten zu lernen (ab optimis discenda). Sowohl in Bezug auf Worte als auch auf Sachen sollten die Lernenden von den besten Lehrern und Autoren lernen. Er hielt es für töricht, mühsam etwas zu lernen, das man später wieder verlernen müsse.
In seinem Bildungssystem nahm die Grammatik den ersten Platz ein, und zwar idealerweise in beiden klassischen Sprachen: Griechisch und Latein. Diese Sprachen waren für ihn nicht nur Träger des wichtigsten Wissens, sondern auch eng miteinander verwandt, was das gemeinsame Lernen erleichtert. Erasmus zitierte Quintilian, der empfahl, mit dem Griechischen zu beginnen, solange darauf geachtet wird, dass Latein bald folgt und beide Sprachen mit gleicher Sorgfalt gepflegt werden. Für den Spracherwerb sollten die besten Autoren verwendet werden – er nannte hier namentlich Theodoros Gazes und Konstantin Laskaris für Griechisch sowie ältere Autoren wie Diomedes für Latein.
Erasmus warnte vor einem schlecht angewandten „Abkürzungseifer“, der dazu führe, dass man die sprachliche Grundlage vernachlässige und dadurch größere Verluste erleide. Er verglich das Studium mit der Kriegskunst und dem Reisen: Mit der richtigen Strategie und den richtigen Wegen (ähnlich einer guten Methode im Studium) erreiche man sein Ziel schneller und effizienter. Dabei betonte er die Bedeutung eines guten Lehrers für die Grundlagen beider Sprachen. Wenn ein solcher fehle, sollten zumindest die besten Autoren als Ersatz dienen.
Erasmus plädiert in seinem Werk für eine gezielte und qualitätsorientierte Auswahl von Autoren, eine solide sprachliche Grundlage, den Übergang zum Sachwissen, die besondere Bedeutung griechischer Quellen und die aktive Auseinandersetzung mit den Texten durch Beobachtung und Notizen.
Wirkung der neuen Methodik (Auswahl)
Eine große Wirkung hatte die Methodik (die sich an Lehrer wandte) auf das humanistische Bildungsideal und die humanistische Pädagogik."Die Bildung verhilft dem Menschen zur 'humanitas', der menschlichen Gesittung in ihrer Vollendung; daher trägt diese Bildung den Namen 'studia humanitatis'." Hier gilt der Satz von Erasmus: "Bäume mögen vielleicht geboren werden, auch wenn sie unfruchtbar sind oder wilde Früchte tragen; Pferde werden geboren, auch wenn sie unbrauchbar sind; aber Menschen, glaube mir, werden nicht geboren, sondern geformt. (Arbores fortasse nascuntur, licet aut steriles, aut agresti foetu, equi nascuntur, licet inutiles; at homines mihi crede, non nascuntur, sed finguntur).
Die Methodik erschließet dabei universelles Wissen. Insbesondere dieser Satz: "Ergo qui destinavit per omnes genus auctorum lectione grassari
(nam id omnino semel in vita faciendum, ei qui velit inter eruditos haberi) prius sibi quam plurimos comparabit locos" wurde nach August Buck von allen späteren Humanisten befolgt. Erasmus betont mit dem Satz die Notwendigkeit einer umfassenden Lektüre aller Arten von Autoren als eine einmalige, aber grundlegende Aufgabe für jemanden, der in der Welt der Gelehrten Anerkennung finden möchte. Durch diese breite Lektüre soll man sich einen reichen Fundus an Wissen und Argumenten ("loci") aneignen, auf den man später zurückgreifen kann. Es geht also darum, eine solide Basis an Wissen zu schaffen, bevor man sich spezialisiert oder in gelehrte Diskussionen einsteigt.
Die Anwendung der Methodik auf die Heilige Schrift wird heute als Bibelhumanismus bezeichnet. Die neue Methodik hatte eine revolutionäre Wirkung auf die Theologie der Neuzeit und bewirkte die Reformation. In der katholischen Theologie wurden erst Mitte des 20. Jahrhunderts mit der Nouvelle Théologie diese Methodik eingeführt. Der jüdische Gelehrte Martin Buber hat einen vergleichbaren Ansatz (Biblischer Humanismus) auf die hebräische Bibel verwendet und für das Judentum fruchtbar gemacht.
Die Methodik - generell - als auch durch Erasmus bedingt, hatte auch eine erhebliche Wirkung auf den Fortschritt der Medizin. Erasmus gab u. a. eine neue Gesamtausgabe von Galen heraus, wozu er einen Kommentar schrieb, verfasste ein Werk über die Heilkunde und stand mit Paracelus in Verbindung.

### Wegbereiter der europäischen Aufklärung
Erasmus zählte zu den geachtetsten Gelehrten seiner Zeit, man nannte ihn „den Fürsten der Humanisten“. Er korrespondierte mit fast allen Herrschern und Päpsten seiner Epoche und wurde allseits für seine offenen Worte und den brillanten Stil bewundert und geachtet, beispielsweise vom englischen König Heinrich VIII.
Erasmus hatte zahlreiche Anhänger in Europa, wie Thomas Morus, Guillaume Budé oder Caritas Pirckheimer, und vor allem in Spanien, wo Erasmus mehr Einfluss hatte als in jedem anderen Land, einschließlich seines eigenen. Viele der spanischen Humanisten waren Anhänger von Erasmus. Ihre Haltung wird als wichtige Strömung innerhalb des Renaissance-Humanismus mit Erasmismus bezeichnet. In theologischer Hinsicht befürwortet der Erasmismus Zugeständnisse zwischen Protestantismus und Katholizismus. Er kritisiert die Korruption des Klerus, die abergläubische Frömmigkeit und die veräußerlichten Aspekte der katholischen Religiosität (Heiligenkult, Reliquien usw.), weil er eine innere und spirituelle Religiosität bevorzugt, die auf dem Gebet gründete und von der Devotio moderna inspiriert war.

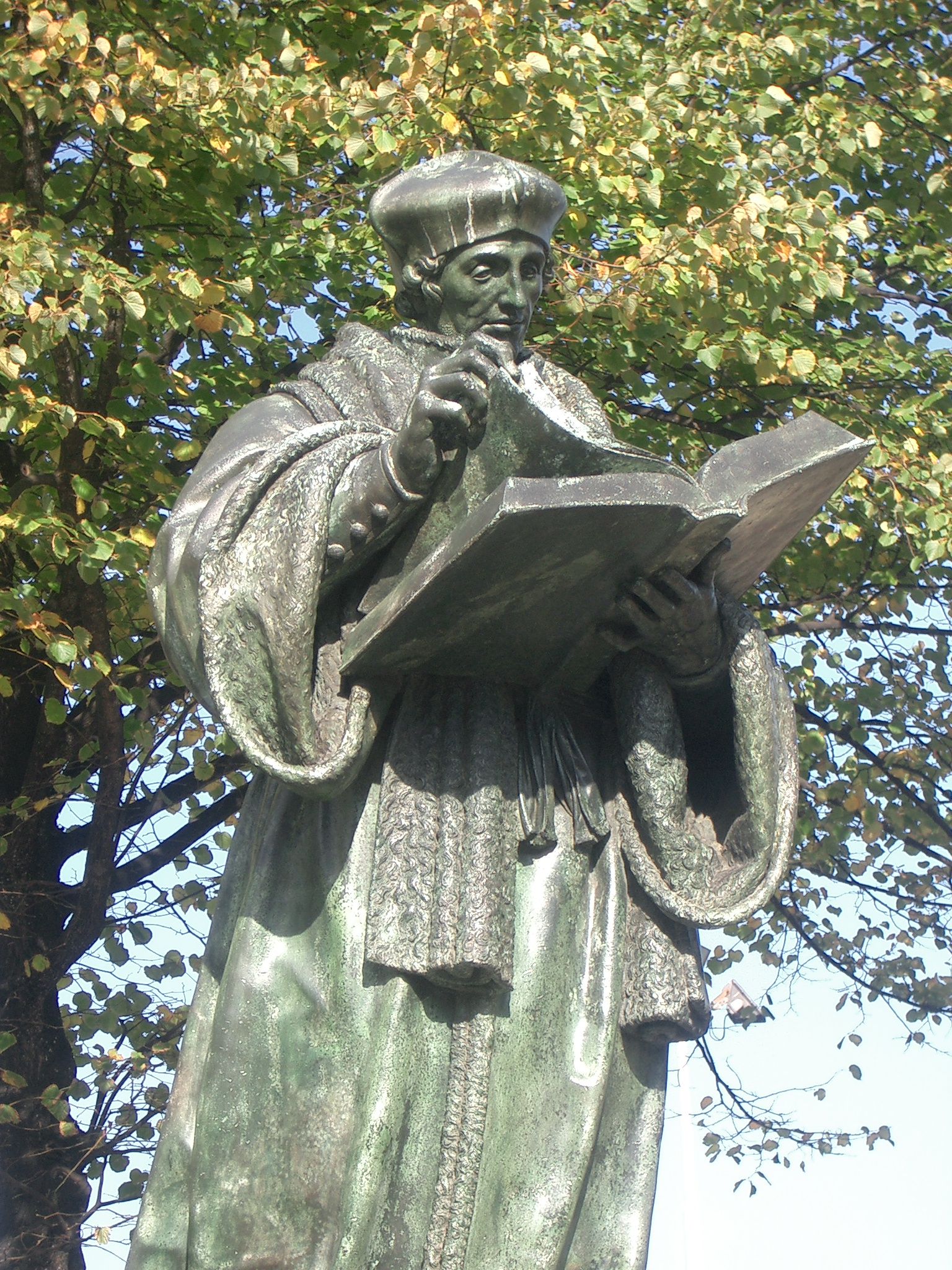
Erasmus-Denkmal in Rotterdam

Der Priester und Mönch Erasmus übte scharfe Kritik an Missständen in der Kirche und trat für ihre innere Reform ein. Daher bezeichnet man ihn auch als Kirchenreformer. Er galt als einer der ersten „Europäer“ und hoffte auf die „Vernunft“ der Herrschenden, auch ohne Krieg zu einem dauerhaften Frieden zu kommen. Er legte Wert auf Neutralität und Toleranz und sah die Gefahren der Religionskriege voraus. Seine eigene Lebensleistung schätzt er in einem Brief an Simon Pistorius wie folgt ein:

“Nec me aliud agere in meis lucubrationibus quam ut linguas ac bonas literas gravioribus disciplinis adiungerem, ut scholasticam theologiam apud multos ad sophisticas contentiones prolapsam, ad divinae scripturae fontes revocarem.”

„Nichts anderes treibt mich bei meiner Nachtarbeit um, als die Sprachen und die schöne Literatur mit den ernsteren Wissenschaften zu verbinden, um die scholastische Theologie, die bei vielen zu sophistischen Streitereien verkommen ist, zu den Quellen der göttlichen Schrift zurückzurufen.“

Als kritischer Denker seiner Zeit zählte Erasmus zu den Wegbereitern der europäischen Aufklärung und wurde gleichermaßen von Spinoza, Rousseau, Voltaire, Kant, Schiller, Lessing, Herder, Goethe, Schopenhauer und Nietzsche geachtet. Der Bildungsgedanke der deutschen Klassik geht in seiner geistesgeschichtlichen Aszendenz auf Erasmus, nicht auf Luther zurück.
Die „Wirkungsgeschichte“ von Zeiten des Erasmus bis zum Jahr 2000 wurde in einem umfangreichen Werk (3 Bände) von Bruce Mansfield untersucht, der die umfassende Rezeptionsgeschichte im Detail dargestellt hat.
Erasmus’ Einfluss war nicht nur bis in das Zeitalter der Aufklärung in Europa von überragender Bedeutung, besonders in England, wo er die liberale Geistesgeschichte prägte, seine Wirkung reichte laut Mansfield bis nach Nordamerika. Erasmus übte u. a. einen erheblichen Einfluss auf die Toleranzbewegung in den Niederlanden und die Naturrechtsschule von Salamanca aus. Sein Schüler Juan Luis Vives gilt als Begründer der modernen Pädagogik und Psychologie und war der erste Europäer, der eine systematische Sozialpolitik für die Armen entwickelte und die Folter grundsätzlich ablehnte. In dem von Erasmus angeregten kritischen Werk zum Hl. Augustinus (De civitate Dei divi Aurelii Augustinii) geißelte Vives die Folter als Sitte des Heidentums und Verstoß gegen die christliche Nächstenliebe. Folter sei ein Ausdruck von blankem Sadismus der Folterknechte, daher müsse sie abgeschafft werden, es würden fiktive Taten bereitwillig gestanden, um die brutalen Qualen möglichst schnell zu beenden. Die Misshandlung von potenziell Unschuldigen durch die Folter sei unmenschlich.
Eine „erasmische Tradition“ wie in der angelsächsischen Welt und einigen westeuropäischen Ländern gibt es in Deutschland jedoch nicht. Erasmus hat schon zu Lebzeiten (auch wenn ihm dies nicht bewusst war) durch die Einführung der philologischen Methode die Bibelexegese sowie mit seinen Werken über die Kirchenväter (Wirkung auf die Patristik bis heute) die mittelalterliche Theologie revolutioniert. Durch die Philologisierung der Exegese kam es zur Zurückstufung der systematischen Theologie zugunsten der Exegese. Dadurch wurde die Relevanz der Heiligen Schrift für die Theologie gestärkt. Sein „Novum testamentum“ war Grundlage von zahlreichen Übersetzungen in Volkssprachen, z. B. der Luther-Bibel. Erasmus hatte die Übersetzung der Bibel in die Volkssprachen empfohlen, was unter den Theologen schon zu Lebzeiten zu heftigen Diskussionen führte. Mit dem „Novum testamentum“ gab es zum ersten Mal seit 1000 Jahren ein gedrucktes vollständiges Neues Testament in der Sprache, in der es ursprünglich verfasst wurde, Griechisch, dazu mit neuer lateinischer Übersetzung. Das „Novum testamentum“ wurde eine der wichtigsten Bibelausgaben aller Zeiten und entfaltete eine gewaltige Wirkung.
Als einer der bedeutendsten und einflussreichsten Repräsentanten des europäischen Humanismus wurde der Theologe durch seine kirchenkritische Haltung und seine der historisch-kritischen Exegese verpflichteten theologischen Schriften zum Vorreiter der Reformation und der Katholischen Reform ab 1545. Durch sein Eintreten für relative Religionsfreiheit nahm er eine humanistische Position jenseits des katholischen wie auch des lutherischen Dogmatismus ein. Ihn als Verteidiger „religiöser Toleranz“ zu bezeichnen, ist insofern missverständlich, als er selbst stattdessen die Begriffe Frieden und Konkordanz verwendet, den Begriff Toleranz (tolerantia) dagegen nur für die Wahl des Geringeren von zwei Übeln, was bei Konflikten religiöser Doktrinen nicht vorliegt. Ernsthafte Irrlehren, zu denen er letztlich auch die Reformation zählte, sollten seiner Meinung nach unterdrückt werden, ggf. durch Anwendung der Todesstrafe. Erasmus setzte sich im Hinblick auf Irrlehren der Reformation im Brief an Papst Hadrian für Milde ein. Für Irrlehren sei es milder, vorab allen Straffreiheit bzw. Amnestie zu gewähren, die unter dem Einfluss anderer geirrt hätten: „Wenn uns Gott täglich die Sünden vergibt, wenn der Sünder die Sünden gesteht und sie bereut, gibt es dann einen Grund für Gottes Stellvertreter, nicht ebenso zu handeln?“

### Wirkungsgeschichte in Theologie, Kirche und Ökumene
Erasmus hat sich besonders um die Bibelforschung verdient gemacht, womit er Grundlagen für die reformatorische Theologie schuf. Schon zu Lebzeiten war er massiver Kritik ausgesetzt. So wurde u. a. kritisiert, er habe vor allem auf die ethisch-moralische Seite der Religion Wert gelegt. Diese Kritik beruht auf einem kleinen Frühwerk von 1503, dem Enchiridion militis Christiani („Handbuch des christlichen Streiters“), das zu seiner Zeit sehr beliebt war und in der Forschung lange als ein Hauptwerk von Erasmus galt. Mit dem „Enchiridion“ hat Erasmus eine Theologie des christlichen Laien entworfen. Der Text enthält im Kern eine revolutionäre Botschaft. Es ist nach Wilhelm Ribhegge „eine Absage an die mittelalterliche Vorstellung einer christlichen Ständegesellschaft, die in der geistlichen Lebensform der Mönche, Nonnen und Kleriker das Ideal des Christseins verwirklicht sieht, das von den „niedereren“ Lebensformen der Mehrheit der christlichen Laien abgesetzt wird. Bei Erasmus tritt stattdessen der jeweils einzelne Christ als Person in den Vordergrund.“
Sein Schüler Melanchthon gehört zu den wenigen, die Erasmus verstanden haben und seine Bedeutung gerecht zu würdigen wussten. Für Melanchthon ist Erasmus derjenige, „der die Schneisen durch den Wald geschlagen, der als ein venerabilis inceptor den Ruf ad fontes (zurück zur Quelle) erhoben, der damit die großen der Menschheit gesetzten, aber später verdunkelten Ziele wieder hat erstrahlen lassen.“
Zunächst der Reformation gegenüber offen, wandte er sich von ihr ab, als er Martin Luther in einem unüberbrückbaren Gegensatz zur katholischen Kirche sah. Dies war auch die Ursache für seinen Streit mit Ulrich von Hutten.
Erasmus galt für die katholische Kirche durch Aufnahme seiner Werke in den Römischen Index von 1559 bis 1966, zum Teil auch in den evangelischen Kirchen, lange Zeit quasi als Ketzer, was seine theologische Wirkungsgeschichte begrenzte. Die ersten Jesuiten verdankten Erasmus einen Großteil ihrer Neuerungen mit Ausnahme der Kirchenkritik.
Der holländische Kultur-Historiker und Erasmus-Biograph Johan Huizinga charakterisiert Erasmus als einen geistigen Typus der ziemlich seltenen Gruppe, die zugleich unbedingte Idealisten und durchaus Gemäßigte seien; „sie können die Unvollkommenheit der Welt nicht ertragen, sie müssen sich widersetzen; aber sie fühlen sich bei den Extremen nicht zu Hause, sie schrecken vor der Tat zurück, weil sie wissen, dass diese immer ebenso viel zerbricht als aufbaut; und so ziehen sie sich zurück und rufen weiter, alles müsse anders werden; aber wenn die Entscheidung kommt, wählen sie zaudernd die Partei der Tradition und des Bestehenden. Auch hier liegt ein Stück Tragik in seinem Leben: Erasmus war der Mann, der das Neue und Kommende besser sah als irgendjemand; der sich mit dem Alten überwerfen musste und doch das Neue nicht ergreifen konnte.“
Die Anglikanische Kirche bildete hier eine Ausnahme. Seine Paraphasen, die Nacherzählung der Evangelien im Sinne eines Erbauungsbuchs, wurden 1547 durch Beschluss von Edward VI. für alle Gemeinden der Anglikanischen Kirche angeschafft. Im 19. Jahrhundert gab es in der Katholischen Kirche erste Stimmen für ein Umdenken. So stellte der katholische Kirchenhistoriker und Patristiker Franz Xaver von Funk fest: „Meines Erachtens brauchen wir Katholiken des Mannes (Erasmus) uns lange nicht zu schämen.“
Erasmus erlebte im 20. Jahrhundert u. a. durch die 400-Jahr-Feier zu seinem Todestag (1936) und die Jahresfeier zu seinem 500. Geburtstag allgemein und in der Theologie z. B. bei E. Troeltesch eine Renaissance. Auch einige katholische Theologen haben nach dem 2. Vatikanischen Konzil erstmals Studien z. B. zu seinem Reformprogramm und seiner Ekklesiologie durchgeführt. Vor dem Konzil haben seit 1950 besonders die Jesuiten, u. a. der Konzilstheologe und Kardinal Henri de Lubac, Erasmus als katholischen Theologen gewürdigt und dazu beigetragen, seine negative Reputation zu überwinden. Henri de Lubac widmete Erasmus in seinem Meisterwerk Exégèse médiévale (1959–64) ein langes, wohlwollendes Kapitel. Nach Christine Christ-von Wedel ist Erasmus ein „Anwalt eines neuzeitlichen Christentums“; dessen Name immer noch lebendig ist und dessen ausgesprochen Christus-zentrierte, eigentlich „harmlose Theologie“, zur Erneuerung der Theologie beigetragen hat.
Im späten 20. Jahrhundert sah Hans Küng Erasmus als die Integrationsfigur der modernen ökumenischen Bewegung, als Vertreter eines ökumenischen Mittelweges, in dem die Verpflichtung auf die Imitatio Christi und die Gemeinschaft lehrmäßige Unterschiede und weltliche kirchliche Konstrukte überwindet. Während sowohl die protestantische als auch die katholische Kirche die Theologie des Kompromisses verwarfen, da sie an ihren Differenzen der Lehrmeinungen festhielten und sich gegenseitig ausschließende Glaubensbekenntnisse entwickelten, ist nach Greta Grace Kroeker „Erasmus’ Vermittlungsmodell ein dauerhaftes Modell mit bleibenden Konsequenzen für die christlichen Theologien“.
Für liberale Protestanten wie E.Troeltsch und W. Dilthey und für die Church of England gilt Erasmus als Kirchenvater.

### Begründer der modernen Friedenswissenschaft und Friedensethik
Erasmus von Rotterdam gilt wegen seiner zur damaligen Zeit revolutionären Friedensschriften als Begründer der Friedenswissenschaft, der Friedensethik und der Friedenspädagogik. Albert Schweitzer bezog sich in seiner Rede zur Entgegennahme des Friedensnobelpreises in Oslo ausdrücklich auf Erasmus von Rotterdam: „der erste, der es wagte, rein ethische Erwägungen gegen den Krieg geltend zu machen und eine durch ethisches Wollen geleitete höhere Vernünftigkeit zu fordern“. Erasmus’ Friedensschriften werden in der internationalen Friedensforschung und im Hinblick auf eine Kultur des Friedens bis heute intensiv diskutiert.

## Ehrungen
Ehrungen zu Lebzeiten:

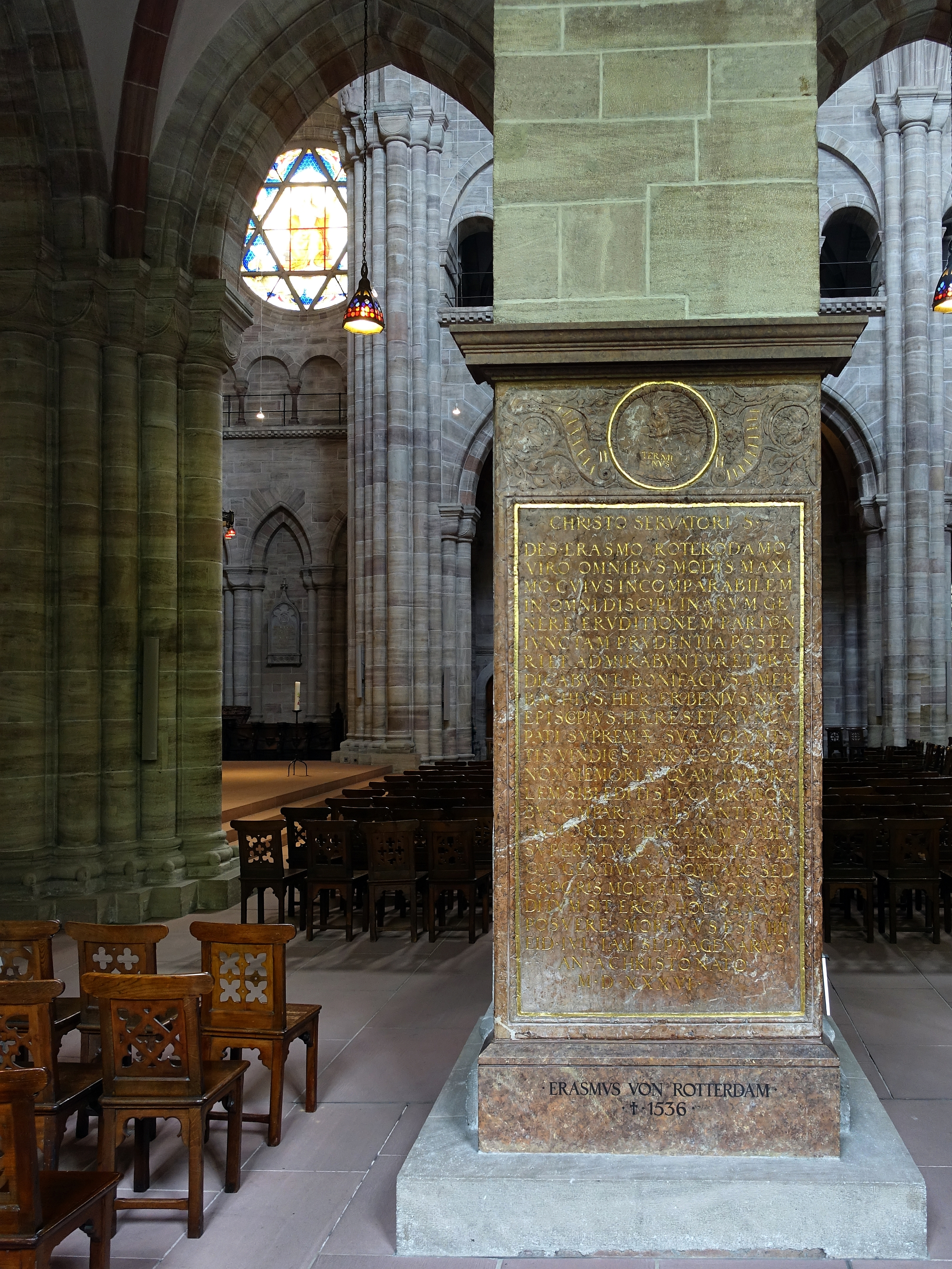
Epitaph im Basler Münster

- 1511: Ernennung zum Professor. Von 1511 bis 1514 war Erasmus zweiter Lehrstuhlinhaber der „Lady Margaret's Professorship of Divinity“, des ältesten noch heute bestehenden Lehrstuhls der Universität Cambridge.
- 1516: Ernennung zum Kaiserlichen Rat.
- 1522 wollte Papst Hadrian der VI. Erasmus zum Kardinal ernennen, was dieser ablehnte.[172]
- 1534 bot Papst Paul III. Erasmus wiederum die Kardinalswürde sowie erhebliche damit verbundene Pfründe (3000 Dukaten) an, welche Erasmus ebenso ablehnte.[173]
- 1536: Ehrenvolles Begräbnis als Katholik im evangelisch-reformierten Baseler Münster, der früheren Bischofskirche (Kathedrale) des Bistums Basel.

## Nachleben

### Erasmus als Namensgeber

Logo der Erasmus-Universität Rotterdam

Nach Erasmus wurden benannt:

#### Universitäten, Hochschulen und deren Einrichtungen
Belgien
- Erasmus Brussels University of Applied Sciences and Arts
- Erasmushuis der Katholieke Universiteit Leuven
- Collège Erasme der Université catholique de Louvain
- Campus Érasme der Université libre de Bruxelles

Deutschland
- das Studierendenwohnheim „Erasmushaus“ in Tübingen

Frankreich
- L’école doctorale Érasme, Université de Paris 13
- Bâtiment Érasme, Université Gustave Eiffel
- Collège Érasme, Strasbourg
- Programme Erasme, Université Paris-Est Créteil
- Esplanade Erasme Université de Bourgogne, Dijon
- Amphithéâtre Erasme, Université de Orléans

Großbritannien
- Erasmus Building des Queens’ College der University of Cambridge

Italien
- Centro Europeo di studi umanistici „Erasmo da Rotterdam“ in Turin
- Istituto di Istruzione Superiore Statale „Erasmo da Rotterdam“ in Nichelino bei Turin
- Laboratorio Erasmo der Universität La Sapienza in Rom

Niederlande
- Erasmus-Universität Rotterdam mit dem Krankenhaus Erasmus MC (Erasmus Medical Center). Sie gab sich 2019 ein Leitbild, das sich auf Erasmus von Rotterdam beruft („Erasmian Way“ und „Erasmian Values“).[174]
- Erasmus Innovation Centre, ESA's Space Research and Technology Centre (ESTEC) in Noordwijk

Schweiz
- Erasmus Hochschule Basel

USA
- Erasmus Hall Education Campus - Erasmus Hall High School, New York City

#### Bauwerke, Straßen und Plätze (Auswahl)
- die Erasmusbrücke in Rotterdam
- die Erasmuslinie der Rotterdamer U-Bahn
- das Erasmushaus und der Erasmusplatz in Basel
- die „Rue Erasme – Erasmusstraat“ im Brüsseler Stadtteil Anderlecht
- die Erasmusstraße in Berlin, Braunshorn, Bremen, Düsseldorf, Essen, Freiburg i. Br., Garching an der Alz, Ingolstadt, Karlsruhe, München, Neuenburg am Rhein, Neuss, Nürnberg, Pforzheim, Rottenburg am Neckar, Solingen, Wiesbaden und Zeven
- der Erasmuspark in Amsterdam, Middelburg, Ridderkerk und Rotterdam
- der Erasmusplein in Breda, Gouda, Den Haag, Leuven, Nijmegen, Papendrecht und Vlaardingen
- die Erasmusstraat in Amersfoort, Apeldoorn, Deventer, Harderwijk, ’s-Hertogenbosch, Nuenen, Rotterdam und Veenendaal
- die Desiderius Erasmusstraat in Gent und Volendam
- der Erasmusweg in Breda, Bretten, Cadzand, Culemborg, Den Haag, Kaufbeuren, Noordwijk, Regensburg und Wartau
- die Rue Erasme in Aixe-sur-Vienne, Guyancourt, Luxemburg, Paris, Saint-Cyprien und Toulouse
- die Via Erasmo da Rotterdam in Ferrara, Gubbio, Mailand und Turin
- die Erasmus Street in Centurion (Südafrika), Cornubia (Queensland/Australien), London, Penmaenmawr (Wales) und Windhoek
- die Calle de Erasmo de Rotterdam in Antequera, Huércal de Almería, Madrid und Managua
- der Largo Erasmo de Rotterdam in Curitiba, Brasilien
- die Travessa Erasmo de Rotterdam in São Paulo

#### Erasmuspreis
Der Erasmus-Preis wird jährlich vom Vorstand der Stiftung Praemium Erasmianum an Personen oder Institutionen verliehen, die einen außergewöhnlichen Beitrag zur Kultur, Gesellschaft oder Sozialwissenschaft in Europa geleistet haben.

#### Erasmus-Programm
Nach Erasmus wurde das Erasmus-Programm für Studenten in der Europäischen Union benannt, das rund 12 Mio. Europäern ein Auslandsstudium ermöglichte. Der Begriff „Generation Erasmus“ bezeichnet junge Menschen, die daran und an Erasmus+ teilnehmen. Viele Erasmus-Absolventen fühlen sich als Europäer. Seit 1987 sind bis 2024 ca. 1.000.000 Kinder aus Erasmus-Beziehungen entstanden, diese werden Erasmus-Babys genannt. Umberto Eco sagte einmal: „Erasmus has created the first generation of young Europeans.“ 27 % aller Erasmus-Studierenden finden die Liebe des Lebens im Erasmus-Semester.

#### Erasmus-Intellektuelle
Für Ralf Dahrendorf repräsentiert Erasmus in seiner Zeit einen geistigen Habitus, der ziemlich genau jenem entspricht, was immun macht gegen die Versuchungen des Totalitarismus und Faschismus. Menschen mit diesem Habitus nennt Dahrendorf „Erasmus-Intellektuelle“ bzw. „Erasmier“. Der Begriff der Erasmier (bzw. Erasmianer) wurde bereits zu Lebzeiten des Erasmus verwendet, für alle Denker und Gelehrten die Erasmus nacheiferten. Zentrale Merkmale dieses Habitus sind: Mut zur Freiheit in Einsamkeit, Leben mit Widersprüchen, engagiertes Beobachten, die leise Passion der Vernunft. Zu den Erasmiern zählt er unter anderem: Karl Popper, Raymond Aron, Isaiah Berlin, Theodor Eschenburg, Theodor W. Adorno, Manès Sperber, Hannah Arendt und George Orwell. England ist für Dahrendorf geradezu ein Erasmus-Land: „Es (England) war selbst nicht versuchbar, als die liberale Ordnung fast überall sonst ins Wanken geriet“. „Erasmier“ sind jene, „die zu allen Zeiten dafür sorgen, dass Gesellschaft und Denken offen bleiben, daß Ideologien jeglicher Färbung radikal in Frage gestellt werden“.

#### Weitere Benennungen
- der Trans-Europ-Express (TEE) 26/27 „Erasmus“ von Den Haag nach München
- der Asteroid (7907) Erasmus am 5. Oktober 1998
- die Pflanzengattung Erasmia Miq. aus der Familie der Pfeffergewächse (Piperaceae)[180]
- die Erasmus-Bibliothek, eine Buchreihe
- die Ostindienfahrer Erasmus und Kleine Erasmus[181]
- die Desiderius-Erasmus-Stiftung als parteinahe Stiftung der Alternative für Deutschland (AfD)
- mehrere Gymnasien in Deutschland; siehe Erasmus-Gymnasium

- das Erasmus Student Network (ESN) mit 15.000 Mitgliedern in 40 Ländern
- Erasmus Antiquariat und Buchhandel BV, Amsterdam und Paris (Internationaler Bibliothekslieferant seit 1934)[182]

### Bibliotheken und Museen
- Mit mehr als 5000 Büchern von und über Erasmus verwaltet die Rotterdamer Bibliothek die größte Erasmus-Sammlung der Welt.[183] Sie wird durch eine interaktive Ausstellung über Erasmus ergänzt.
- Das Erasmushuis / Maison d’Érasme (Erasmushaus) in Brüssel ist das Haus, in dem Erasmus 1521 lebte. Er ist heute ein Museum, das sein Leben und Werk sowie sein Zeitalter vorstellt.[184] Die Bibliothek des Erasmushauses umfasst eine große Sammlung von Büchern von und über Erasmus, darunter die editiones principes, die Erstausgaben seiner Werke bei verschiedenen Druckern.[185]
- Erasmus Huis in Jakarta, Indonesien, eine 1970 gegründete Bibliothek, die auch ein umfassendes Programm von Kulturveranstaltungen anbietet.[186]

### Denkmäler
- Hendrik de Keyser schuf 1621 (1622 gegossen) für Erasmus von Rotterdam das erste bronzene Standbild der Niederlande (siehe Abbildung oben).
- Erasmus zu Ehren wurde eine Büste in der Walhalla aufgestellt.
- Die Erasmus Statute von 1598 vom Ryūkōin-Tempel in Japan - ausgestellt im Tokyo National Museum.[187][188]

### Gedenktage in Rotterdam
- Seit 2006 feiert Rotterdam jedes Jahr am 28. Oktober den Geburtstag des Humanisten, die Veröffentlichung der bekannten Schrift „Lob der Torheit“ wird jeden ersten Tag im April gefeiert und es gibt jedes Jahr am 11. Juli (seinem Todestag) die „Nacht des Erasmus“.

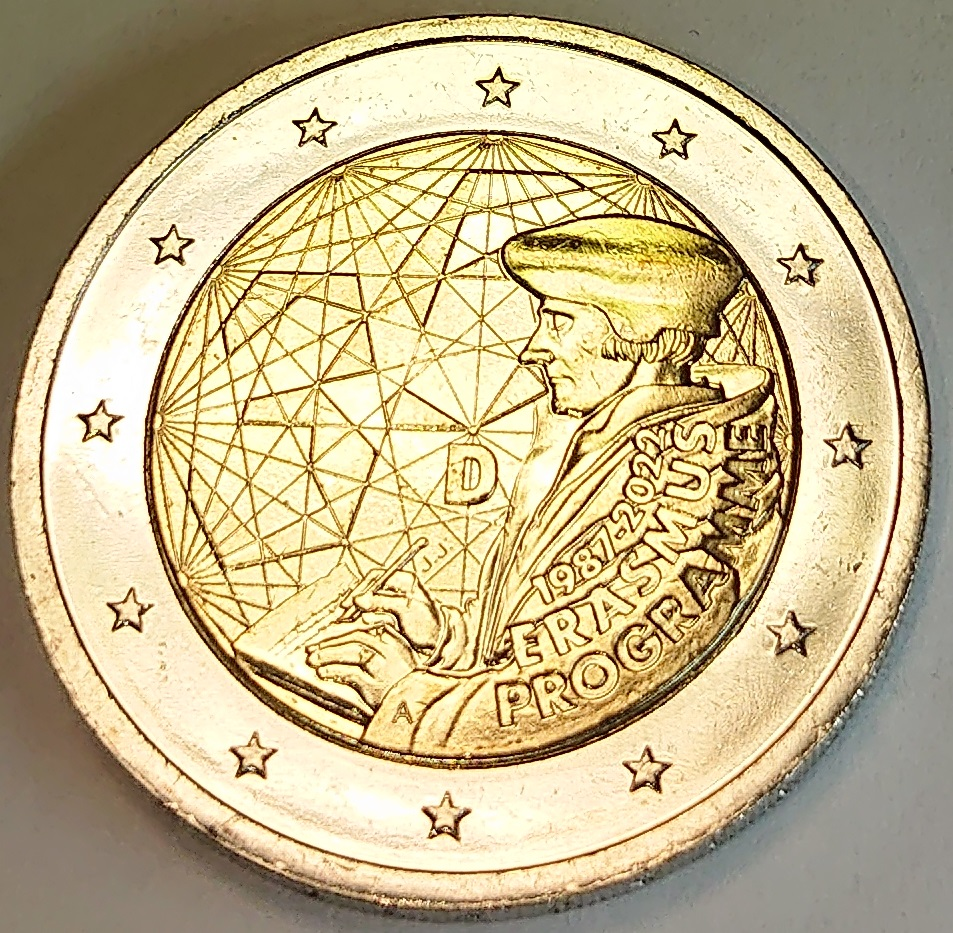
Münze

### Gedenkmünzen und Briefmarken
- Sonderbriefmarken in Niederlande (1936: Michel-Katalog NL 294; 1969: Michel-Katalog NL 927), Volksrepublik Kongo (1970) und Sierra Leone (2016)
- Gedenkmünzen der Nederlandsche Bank (2,5 Ecu 1991 und 2 Euro 2011)
- Gedenkmünze der Belgischen Nationalbank (10 Euro 2009)
- 2-Euro-Gedenkmünze „35 Jahre Erasmus-Programm“ aller Mitgliedsländer der Eurozone, 2022

## Werkausgaben (Auswahl)

### Gesamtausgaben
- Collected Works of Erasmus (Neue Übersetzung aller Erasmus Werke ins Englische, derzeit 86 Bände). University of Toronto Press.
- Werner Welzig (Hrsg.): Erasmus von Rotterdam: Ausgewählte Schriften. 8 Bände. Wissenschaftliche Buchgesellschaft, Darmstadt 1995, ISBN 3-534-12747-1. (Ausgabe mit Übersetzung; die einzelnen Bände haben verschiedene Herausgeber)
- Jean Leclerc (Hrsg.): Desiderii Erasmi Roterodami opera omnia (10 Bände). Leiden 1703–1706 (Grundlage aller neueren Arbeiten / Übersetzungen über Erasmus) I
- Opera omnia Desiderii Erasmi Roterodami. North-Holland, Amsterdam 1969 ff. (kritische Gesamtausgabe; zahlreiche Herausgeber)
- D. Erasmus, H. J. Pagel, W. F. Stammler, W. Stingl, T. Stammen, M. Delgado, V. Reinhardt: Über Krieg und Frieden: die Friedensschriften des Erasmus von Rotterdam. Franz Steiner Verlag, Stuttgart 2008. Neuauflage Schwabe Verlag, Basel 2022, ISBN 978-3796547829.

### Briefe
- Opus epistolarum Des. Erasmi Roterodami. Denuo recognitum et auctum per P[ercy] S[tafford] Allen et H[elen] M[ary] Allen. Oxonii : Typ. Clarendon.
  - I. 1484-1514 (1906). -
  - II. 1514-1517 (1910). -
  - III. 1517-1519 (1913). -
  - IV. 1519-1521 (1922).
  - Index der Korrespondenten 1-4 S. 631. -
  - V. 1522-1524 (1924). -
  - VI. 1525-1527 (1926). -
  - VII. 1527-1528 (1928). -
  - VIII. 1529-1530 (1924). -
  - IX. 1530-1532 (1938). -
  - X. 1532-1534 (1941). -
  - XI. 1534-1536 (1947). -
  - XII. Indices compilavit Barbara Flower, perfecit et edidit Elisabeth Rosenbaum (1948)

### Einzelausgaben
- Erasmus von Rotterdam: Süß scheint der Krieg den Unerfahrenen. Übersetzt, kommentiert und herausgegeben von Brigitte Hannemann. München 1987.
- Erasmus von Rotterdam: „Süß ist der Krieg den Unerfahrenen …“ – Klage gegen Krieg und Gewalt (= Schriftenreihe: Ausstellungen zur Ideengeschichte des gewaltfreien Widerstands, Nr. 1, Herausgeber: Christian Bartolf, Dominique Miething). Freie Universität Berlin, Berlin 2022, ISBN 978-3-96110-439-0. doi:10.17169/refubium-34941, PDF
- Johannes Kramer (Hrsg.): Desiderii Erasmi Roterodami De recta Latini Graecique sermonis pronuntiatione dialogus. Hain, Meisenheim am Glan 1978, ISBN 3-445-01850-2. (Unkritische Ausgabe mit Übersetzung)
- Kai Brodersen: Erasmus von Rotterdam: Die Klage des Friedens. Lateinisch und deutsch. Marix, Wiesbaden 2018, ISBN 978-3-7374-1092-2.
- Familiarum Colloquiorum opus. Basel 1526.
- Hubert Schiel: Vertraute Gespräche (Originaltitel: Colloquia familiaria, 1518). Köln 1947.
- Das Lob der Torheit. Eine Lehrrede. Übersetzung aus dem Lateinischen und Nachwort von Kurt Steinmann, mit 30 Zeichnungen von Hans Holbein dem Jüngeren. Manesse Verlag, Zürich 2003, ISBN 3-7175-1992-1.
- Wendelin Schmidt-Dengler (Hrsg.): Erasmus von Rotterdam: Das Lob der Torheit. (= Erasmus-Studienausgabe, Band 2). Wissenschaftliche Buchgesellschaft, Darmstadt 1975, ISBN 3-534-05943-3.
- Claude Descœudres: Erasmus von Rotterdam, Adagia | Sprichwörter. Schwabe, Basel 2021, ISBN 978-3-7965-3957-2.
- Kai Brodersen: Erasmus von Rotterdam: Schlafes Schwester. Lateinisch und deutsch. KDV, Speyer 2025, ISBN 978-3-939526-94-0.